# 光る君へ
『光る君へ』（ひかるきみへ）は、2024年（令和6年）1月7日から12月15日まで放送されたNHK大河ドラマ第63作。平安時代中期の貴族社会（平安貴族）を舞台に、世界最古の女性文学といわれる『源氏物語』を執筆した紫式部の生涯を描く。

## 制作

### 企画
2022年（令和4年）5月11日、脚本は大石静、主演は吉高由里子であることが発表された。大石は2006年（平成18年）の『功名が辻』以来、2作目の大河ドラマ担当であった。
タイトルの「光る君」とは、『源氏物語』の主人公・光源氏とそのモデルのひとりといわれる藤原道長を指しており、本作品では紫式部と道長との関係を「生涯のソウルメイト」と設定している。
2022年11月8日、藤原道長役に柄本佑が起用されたことを発表。制作統括の内田ゆきチーフ・プロデューサーは柄本の起用について「私たちの道長は、最初から野心にあふれたやり手の政治家だったわけではありません。のんびり育ったフツーの青年が、運命に導かれるかのようにのしあがり、成熟した男となっていく。その時々の年齢で、さまざまな表情を見せる道長に、確かな演技力と多彩な魅力を持つ柄本佑さんをお迎えできました。女性の心をどうしても離れない男性を演じて頂くことに、期待が膨らみます。折々の道長との関係に、時に突き動かされ、時にじっと思いを胸に秘めながら、人生をつかみとっていくまひろ。吉高由里子さんと柄本佑さんの化学反応の連続に、どうぞご期待ください」と語った。
西暦3桁の平安時代中期を舞台とした大河ドラマは、1976年（昭和51年）の『風と雲と虹と』以来48年ぶりとなる2作目で、史上2番目に古い時代を描く作品となった。また、女性が主人公の大河ドラマは、2017年（平成29年）の『おんな城主 直虎』以来7年ぶり15作目で、令和改元後は初となる。なお、主演・脚本・制作統括・演出をすべて女性が担当するのは史上初となった。
平安時代の女性の多くは本名（諱）が不明であり、「まひろ」「ききょう」などは本作独自の命名となった。大石は発表会見で、「藤原家が摂関家として権力を誇った平安王朝は、山崎豊子の小説『華麗なる一族』と映画『ゴッドファーザー』を足して3倍にしたような、権力闘争と面白い話がいっぱいある」と説明し、平安王朝の権力闘争といった「セックス・アンド・バイオレンス」を描きたいとした。また、制作統括の内田ゆきは、紫式部が主人公であるため『源氏物語』の内容を劇中劇等にする予定はないとしつつ、「『源氏物語』には恋愛ストーリーだけでなく、権力闘争や女性たちの喜びや悲しみが描かれている」とコメントした。
2023年（令和5年）5月22日、題字が発表された。28日、京都の平安神宮でクランクイン。10月30日、初回放送日が決定したことが発表された。11月24日、メインビジュアルが公開された。また、同年12月18日にもメインビジュアルの第2弾が公開された。
2024年（令和6年）10月25日、東京渋谷のNHKスタジオでクランクアップした。

### キャスティング
吉高由里子の大河ドラマ出演は、2008年（平成20年）の『篤姫』以来2度目である。大石の脚本作品では、2020年に日本テレビ系列で放送された『知らなくていいコト』の主演を務めており、大石は同作での印象から本作の主演に吉高を推薦した。
2022年11月8日、第1次出演者発表が行われた。以降、2023年2月21日に第2次、3月20日に第3次、5月23日に第4次、7月25日に第5次、8月31日に第6次、11月17日に第7次、2024年7月25日に第8次、2024年9月11日に第9次の出演者発表が行われた。
2023年6月16日、藤原隆家役に決定していた永山絢斗が大麻取締法違反で逮捕され、同役を降板したことが発表された。代役については、同年8月31日に行われた第6次出演者発表の中で竜星涼が務めることが発表された。

## あらすじ
貞元三年（978年）、貧しい下級貴族の娘・まひろ（紫式部）は幼い日、身分を隠して散楽を見ていた右大臣家の三男・三郎（藤原道長）と親しくなる。しかしある日、三郎に会おうと急ぐまひろは、偶然三郎の兄・藤原道兼を落馬させ、激高した道兼に母・ちやはを殺害されてしまう。まひろは父・藤原為時に道兼の所業を訴えるが、為時は道兼の父・藤原兼家の斡旋で東宮・師貞親王（花山天皇・花山院）教育係の職を得ており、この事件を表沙汰にしなかった。まひろは以来、父との確執を抱えたまま永観二年（984年）裳着を迎え、自由なふるまいで従者の乙丸を振り回しつつ、市中で代書屋として創作をすることに生きがいを見出す日々の中、元服した三郎こと道長と再会する。
一方、兼家は一族の繁栄をすべてに優先し、道兼の殺人をもみ消した上で彼を手先に使い、政治的有利のために円融天皇を退位させようと暗躍する。毒を盛られ健康を害した円融天皇は譲位を受け入れるものの、犯人が右大臣家出身の女御・詮子であると誤解する。何も知らぬまま夫と引き裂かれた詮子は激怒し、父・兼家らと決裂する。まひろは、道長と互いに本当の身分を明らかにしようとしていた矢先、花山天皇即位関連行事の五節の舞で舞姫のひとりに選ばれ、その場で道長の身分と、彼の兄こそが母の敵・道兼であることを知ってしまう。親しくなった散楽の一員・直秀の計らいでまひろに再会し、身分を明かした道長もその事件を告白され、一族の暗黒面を目の当たりにする。
この出来事を経たまひろは、右大臣側による間者的役割を負わされて通っていた左大臣源雅信の娘・源倫子の文学サロンに主体的に参加し、家のためにも右大臣家以外の上級社会と縁を深めようと決意する。まひろは道長から恋の歌を贈られるも、彼への思いを断ち切ろうと悩み、散楽一座に演目を提案するなど没頭できるものを追求する。そんな折に、偶然藤原公任ら道長の同僚が語るまひろら下級の女への蔑視と、結婚相手に対する家柄重視の言葉を耳にして傷つく。
その頃、花山天皇と対立する兼家が突然倒れ、意識不明の状態になる。しかしこれは陰陽師安倍晴明と共謀した兼家の策で、実際には回復していた兼家は道兼を使い天皇に取り入って信頼を得るように仕向けており、さらに詮子の産んだ東宮・懐仁親王（一条天皇）への譲位に追い込む計画（寛和の変）を子供たちに明らかにする。そんな中、右大臣家の邸宅に侵入した盗賊が捕らえられ、それが直秀ら散楽一座による義賊集団だと判明する。道長は彼らの罰が軽くなるよう計らうが、その行動が仇となって直秀らは殺害されてしまう。鳥辺野で彼らの遺体を発見したまひろと道長は、彼らを埋葬し嘆き悲しむ。兼家主導で一家を挙げて計画が進む中、道長とまひろは文をやり取りした末、廃屋で密会し初めて体を重ねるが、駆け落ちを持ちかける道長に対し、まひろは道長の使命は自分と結ばれることではなく、高貴な身分の者として政（まつりごと）によって世を変え、直秀に起きたような悲劇をなくすことだと諭す。
寛和の変は成功し、一条天皇が即位、兼家は幼帝の摂政となる。これに伴い為時も職を失う。家が困窮してゆく中、再度道長に誘われたまひろは、彼から妾（しょう）になるという形での求婚をされる。しかし、同時期に兼家の推挙により道長と倫子の結婚話が進んでおり、それに加えて詮子の推挙により兼家と因縁を持つ高貴な姫・源明子との結婚話も進む。まひろは妾に対する父の姿勢や、親類の藤原宣孝が持ち込む縁談などを経て葛藤した末、一度は妾になる決意を固める。しかし、道長から倫子との結婚を告げられ、妾になることも含めて彼との関係を諦める。
4年後、道長は倫子・明子と結婚、倫子との間には娘の藤原彰子が生まれていた。また道長の兄・藤原道隆の娘・藤原定子が一条天皇に入内する。明子が父親の仇である兼家を呪詛する中、兼家は次第に弱り、道隆を後継に指名して世を去る。一方、まひろは結婚をしないまま、家の生活を支えるため働き口を探しつつ、貧しい民を少しでも救いたいという思いから、農民の子・たねに文字を教えるが、その親たちに拒絶され苦い思いを味わう。このような中でまひろはさわや定子の女房清少納言ことききょう、兼家の妾藤原寧子らの女性貴族と交流する。
京では疫病が猛威を振るい始め、悲田院に収容されたたねの両親、そしてたね自身も命を落とす。まひろは悲田院で罹患者たちの世話を続け、自身も感染し倒れる。一方で道隆は定子を中宮として栄華を極めるとともに独裁に走り、疫病に苦しむ民にも無関心を貫く。これに憤る道長は、彼に励まされ兼家死後の自暴自棄から立ち直った道兼とともに悲田院を視察した際、病に倒れたまひろを見つける。道長はまひろを為時の家に連れ帰って自ら一晩中看病し、まひろは一命をとりとめる。道長は以降、倫子の協力も得て私財を投じて疫病対策に力を入れる。やがて道隆は病の悪化により病死し、関白を継いだ道兼も疫病で死亡する。道隆の子・藤原伊周と道長のどちらを後継とするかで、伊周の妹である定子と、女院となった母・詮子の間に立つ一条天皇は、詮子の強い説得で、道長に内覧の宣旨を下し、ひと月後には道長を右大臣に任じる。このころ、まひろはききょうの紹介で定子、そして一条天皇に拝謁して政への提言をし、その話を聞いた道長は為時を越前国の国司に任命、為時は10年ぶりに官職への復帰が叶う。
一方、道長に追い越され荒れていた伊周は、通っていた女の不貞を疑う。それを聞いて伊周の弟・藤原隆家は相手に矢を放つ嫌がらせをするが、その相手が花山院であるとわかり大騒動となる（長徳の変）。伊周・隆家は左遷を命じられ、伊周は検非違使の連行に抵抗して逃走、一条天皇との別離と中関白家の没落に、定子は絶望のあまり自ら剃髪する。ききょうはまひろの勧めで、定子を励ますため『枕草子』の執筆を始める。
まひろは道長と別れを交わしたあと、為時に付いて越前へ旅立ち、宋から来た商人・朱仁聡らに出会う。宋との交易を求める商人らと国司の部下となる人々との利害をめぐる対立がみられる中、朱が殺人の罪を疑われる。朱に仕える薬師見習い・周明は主人をかばうために、日本出身で宋語・日本語双方に堪能であることを明らかにし、証人を連れてきたため朱の疑いは晴れる。宋に興味を持つまひろは周明に宋語を教えてもらうようになるが、周明には左大臣となった道長とつながるまひろを利用して朱の目的である交易を進めようとする思惑があった。まひろはこれを見抜いて拒絶し、周明は何処かへと去る。
このころ、京では体調を崩した詮子の回復のための恩赦で伊周らが帰京、定子と一条天皇との間に脩子内親王が誕生する。天皇は周囲の反対を押し切って定子と脩子を職御曹司に入れ、通い詰めるが、やがて政務に支障をきたすようになる。道長は安倍晴明の勧めに従い、朝廷を正常な状態に戻すための一種の生贄として彰子を入内させるが、天皇は人間的に幼い彰子に惹かれず、定子を変わらず寵愛する。また、女院詮子が四十賀を迎えて間もなく世を去る。
為時の留守中に突然越前にやってきた宣孝から求婚されたまひろは、その申し出を受け入れて京に戻る。しかし宣孝の不貞やふたりで交わした文を周囲に見せびらかす行為をめぐっていさかい、宣孝の通いは途絶える。悩んだまひろは石山寺に参詣し、偶然道長に出会う。ふたりは激情に流されて一夜の関係を結び、まひろは道長の子を懐妊する。罪悪感に苛まれたまひろは宣孝に離縁を申し出るが、宣孝はすべてを受け入れ、やがて娘・賢子が生まれる。まひろたちは家族として幸せを得るが、それからしばらく後、まひろは宣孝の北の方から、彼が病死したとの知らせを受ける。折しも、為時は国司に再任されずに帰京し、まひろの家は再び困窮する危機を迎えるが、道長が嫡男・田鶴（藤原頼通）への漢詩指南役を為時に斡旋したことと、まひろも公任の屋敷（四条宮）での和歌の指南役の職を得たことで暮らしを立てる。その中でまひろは娘のために物語を書き、四条宮でも評判になる。
宮中では、定子が立て続けに一条天皇の子を産むも、第三子の出産の際に命を落とす。残された子のうち、敦康親王は彰子の元で養育されることになる。定子は道長により死に追い込まれたとして、伊周は道長を逆恨みし、道長の追い落としと自身の復権を目論む。そして『枕草子』を利用して一条天皇が亡き定子との思い出に囚われ続けるように図ったため、彰子は成長後も一条天皇に見向きもされない日々が続く。この問題に頭を悩ませた道長は、公任からまひろの物語の評判を偶然聞いたことで、まひろの物語の力で天皇の関心を引くという賭けにでる。 
まひろは自身の経験や道長から聞いた宮中の話を元に、新しい物語を書き始め、一条天皇の関心を引くことに成功する。一条天皇が作者にも興味を示したため、道長の頼みでまひろは彰子の女房として出仕することになる。こうしてまひろは藤式部という女房名を与えられ、家族と別れて慣れない宮中で苦労しながらも、光る君の物語（『源氏の物語』）を書き進める。父の政争の道具として入内し、自らの意志を表現できず思い悩んでいた彰子は、源氏物語に心を動かされ、まひろと語り合う中で他人を理解することや、自分の考えを表現することを学んでいく。
彰子は一条天皇に長年秘めてきた想いを告白し、それに心を動かされた一条天皇は彰子を寵愛するようになる。こうして待望の皇子・敦成親王が生まれ、翌年には敦良親王が生まれる。まひろの紹介であかね（和泉式部）も出仕し、彰子のサロンは華やぐ。しかし、道長は外孫を得たことをきっかけに変わり始め、「敦成親王を即位させ、その後見として自身が安定的に政をおこなうことが国のためになり、かつてのまひろとの約束を果たすことになる」という信条の元、一条天皇の譲位に向け動き出す。道長は藤原行成を通じて一条天皇を説得し、敦康親王を外して敦成親王を次の東宮に指名させることに成功する。敦康親王を実子同然に扱ってきた彰子はこの決定に激怒し、父と距離を置くようになる。
体調を崩した一条天皇は崩御し、居貞親王（三条天皇）が即位する。三条天皇は道長の次女・藤原妍子を娶っていたが、長年連れ添ってきた藤原娍子の方を寵愛し、政においても道長に対立する姿勢を見せる。対応に悩まされる中で道長は体調を崩し、宇治の邸宅で療養する。光る君の晩年を書き終えたまひろは、道長を見舞って語らい、光る君の子供たちを描く物語（宇治十帖）の執筆を始める。
政に復帰した道長は三条天皇の身体の異変に気付いて譲位を迫り、ますます対立は深まるが、天皇はついに退位し崩御、敦成親王（後一条天皇）が即位する。道長は幼帝の摂政となり、娘の藤原威子を天皇の中宮とし、太皇太后彰子、皇太后妍子と、三后を自分の娘で占めるという前代未聞の権力を得るが、父に利用されるばかりの娘たちの態度は冷ややかであった。この慶事を祝う祝宴で、道長は「この世をば 我が世とぞ思ふ 望月の 欠けたることも 無しと思へば」と歌を詠む。藤原実資をはじめ貴族らがこの歌を唱和する中、まひろは道長に初めて抱かれた夜に見た月を回想する。
成長した賢子は彰子に仕えることに決まり、『源氏の物語』も書き終えたことで、自身の役目は終わったと考えたまひろは女房を辞し、長年の夢であった宣孝の任地・大宰府へ旅に出ることを決める。道長は反対し引き留めるが、まひろに別れを告げられると共に、賢子が自分の娘であることを告白される。衝撃を受けた道長は出家し、頼通に摂政を譲ってその後見となる。
乙丸とともに大宰府を訪れたまひろは、周明と再会を果たす。周明との語らいの中で、物語を書き終えた後の生き方を見出したまひろだったが、異国からの賊が九州北部を襲撃し、周明は流れ矢に当たって命を落とす。大宰権帥となっていた隆家と双寿丸ら武士の活躍によって、多大な犠牲を出しながらも賊たちは退けられたが、頼通や公任ら公卿にとっては遠い話で、朝廷ははかばかしい動きをせずに終わる（刀伊の入寇）。帰京したまひろは彰子に再出仕を求められるが、心の整理のためその要請を保留する。
まひろは倫子に道長との関係について問いただされ、過去の出来事を話す。はじめは寛容な態度を示し、体調を崩しつつあった道長の妾になることを勧めていた倫子だったが、二人の絆が想像よりも深く重いことを知って翻意し、死ぬまで関係を胸に秘めるように求める。以後、まひろは再出仕もせず、自宅でひっそりと年月を過ごす。
万寿4年（1027年）、道長の死期が迫ったことを悟った倫子はまひろを呼び出すと、道長の命をつなぎとめるよう依頼する。病床で何事も成せなかったと悔いる道長に対し、まひろは生きる希望として新しい「物語」を毎夜語って聞かせる。僅かながら穏やかな時間を過ごした後、道長は死す。
年が明け、再び乙丸を伴って旅に出たまひろは、東国で始まる戦に参陣する双寿丸ら武者たちを見送り、「道長様、嵐がくるわ」とつぶやく。

## 登場人物
登場人物の歴史的事項については、当該記事を参照のこと。

### まひろ（紫式部）とその関係者
まひろ / 藤式部（とう しきぶ）
演：吉高由里子（幼少期：落井実結子）
主人公。『源氏物語』の作者、紫式部（むらさき しきぶ）。下級貴族・藤原為時とちやはの娘。裳着の腰結は藤原宣孝。藤原道長や為時らからは「おまえ」、倫子からは「まひろさん」、ききょう（清少納言）やさわからは「まひろ様」、いとや乙丸からは「姫様」、結婚後は「お方様」、双寿丸からは「賢子の母上」と呼ばれる。藤式部は女房名。
幼いころから学問好きで好奇心旺盛。父・為時が音読する漢籍『蒙求』『史記』を諳んじ、のちに一条天皇の前で新楽府にちなんだ考えを述べたことから、双方から「男であったら」と言わしめる。一方で、学識以外に目を引くものはなく、藤原公任や藤原斉信からは「地味な女」と評される。また、父の身分が高くないため、直訴先の藤原兼家からは「虫けら」、縁談があった藤原実資からは「鼻くそのような女」と評されたこともある。
時々、母・ちやはの形見である琵琶を弾く。仇である藤原道兼の前でも披露した事があり、のちに道兼が疫病で亡くなると同情し、鎮魂の琵琶を奏でる。
藤原道長とは幼い頃に素性を偽って知り合い、のちに互いの素性を知ったうえで恋に落ちる。道長や源倫子との交流、母や直秀の理不尽な死を通じ、自身の生きる意味を模索するようになる。ききょう（清少納言）やさわといった友人たちとの語らいや、たねに文字を教える経験を経て、徐々に文学の持つ力に目覚めていく。為時の越前赴任に同行し、同地で得た知見や周明らとの出会いを通して、政（まつりごと）への興味を深めていく。
越前にやってきた藤原宣孝からの熱烈な求婚を受け、道長への思いを抱えた「不実な女」であるとしながらもそれを受け入れる。宣孝との関係に悩んでいた頃、石山寺で偶然出会った道長と一夜の契りを交わし、彼の子である賢子を産む。宣孝の死後に『カササギ語り』の執筆を始め、指南役として出入りしていた四条宮の姫たちにも評判となる。しかし、執筆にのめり込むあまり賢子との溝が深まり、その物語が焼失してしまう事態となる。
一時は創作意欲を失うものの、評判を聞きつけた道長の頼みで、「光る君」を主人公とした『源氏の物語』の執筆を新たに始める。のちに、道長の推挙で中宮・藤原彰子の女房として出仕する。後宮に馴染めず8日で実家に戻るが、再び後宮に戻って以降は彰子に実直に仕える。
極度に内向的であった彰子の心を開き、彰子が一条天皇の寵愛を得ることに寄与する。彰子の初めての懐妊・出産の際には、道長の頼みでその記録をつけることになる（『紫式部日記』）。賢子との母娘関係が上手くいかず思い悩むが、弟・惟規の激励に勇気づけられる。後に惟規の急逝により悲嘆にくれるが、共に家族の死に対峙したことにより、賢子と和解する。賢子の命の恩人である双寿丸の言動を参考に彰子に頼通ら弟たちと手を結ぶ事を進言、その後も彰子の相談役の役割を務める。彰子の女房を辞した後、九州へ旅に出るが帰京後も再出仕はせず、晩年は自身がこれまでに詠んできた歌をまとめて賢子に託し（『紫式部集』）、道長の死を見届けた後、乙丸を伴って再び旅に出る。
藤原宣孝（ふじわら の のぶたか）
演：佐々木蔵之介
まひろの夫。親戚でもあり、まひろからは「宣孝様」、結婚後は「殿」と呼ばれる。まひろの他に、妻や複数人の妾（しょう）、子がいる。一条朝の筑前守（ちくぜんのかみ）・大宰少弐（だざいのしょうに）・右衛門権佐（うえもんのごんのすけ）・山城守（やましろのかみ）。
為時とは同僚かつ同世代で仲が良い。中級貴族だが世渡り上手で、華やかな装束を好む。鷹揚かつ豪快だがお節介焼きで、為時やまひろの元をたびたび訪れては助言をする。筑前に赴任中、博多にいる宋の人々から科挙について聞いており、まひろが政に興味を持つきっかけとなる。やがてまひろを一人の女性として意識するようになり、熱烈に求婚の末に結婚する。その後は豪放磊落な性格が災いしてすれ違いが生じるものの、まひろの全てを受け入れ、不実の子である賢子を我が子として可愛がる。以降も、道長の引き立てで政や催事等で重要な役目を司るが、赴任地の山城国府にて急死する。葬儀は嫡妻により執り行われ、まひろへは「にわかな病で亡くなった」ことのみが伝えられる。
藤原賢子 / 越後弁（ふじわら の かたこ / えちごのべん）
（賢子 → 藤原賢子）
演：南沙良（幼少期：永井花奈〈賢子〉 → 福元愛悠 → 梨里花）
まひろと宣孝の娘。実父は藤原道長だが、本人はそのことを知らない。裳着の腰結は藤原惟規。いとや乙丸からは「姫様」と呼ばれる。越後弁は女房名。
学問好き、頑固で自己表現が拙いなど、母・まひろの気性を色濃く受け継いでいる。その一方で、実父・道長に似て怒ることが嫌いであるが、まひろだけとは衝突ばかりしている。
生まれて間もなく、まひろから子守唄として漢詩を聞かされるが、『竹取物語』だけに興味を持つ。早くに父・宣孝を失い、まひろから厳しく躾けられた寂しさのあまり、まひろが執筆中の『カササギ語り』を燭台の灯火で燃やしてしまう。
その後も、母が宮中で煌びやかな生活を送っているのに対し、自身は貧しい生活を送っていることに怒りを露わにし、まひろを無視するようになる。しかし、惟規の訃報に号泣するまひろの姿に同情し、以降は態度を改める。
ある時、町辻で買い物の最中に盗人らに誘拐されそうになるが、偶然通りかかった若武者・双寿丸に命を助けられ、ほのかな恋心を抱いて、双寿丸を屋敷に度々招待する。彼が九州へ赴く事を知ると同行を願うが断られ、その後肥前に行ったと聞くと完全に吹っ切れて「光る女君」を自称し、恋愛に奔放になる。
のちに母と同じように宮仕えすることを希望し、まひろと入れ替わりで彰子のもとに出仕し、親仁親王の乳母となるなど重用されるが、その裏で頼宗と密会したり、藤原定頼、朝任らとも交際する。
藤原為時（ふじわら の ためとき）
演：岸谷五朗
まひろの父。漢学者。姓は朝臣。まひろからは「父上」、賢子からは「じじ」「おじじ様」、いとや乙丸からは「殿様」と呼ばれる。円融朝の播磨権少掾（はりまのごんのしょうじょう）、花山朝の式部丞（しきぶのじょう）蔵人、一条朝の越前守（えちぜんのかみ）・左少弁、一条・三条朝の越後守。
藤原一門の下級貴族。博学で、和歌や漢籍に通じる。官人としては清廉潔白で生真面目だが、融通が利かず世渡り下手。その一方で、向こう見ずな所があり、若い頃には宋への密航を企てたことがある。幼い孫娘・賢子に甘く、「じい」と名乗ってまひろを困らせたこともある。
祖父は延喜帝時代（醍醐朝）の中納言にまでなったが、自身は出世運に恵まれず12年間散位に甘んじる。その間、間者になることを条件に藤原兼家の斡旋で、東宮である師貞親王（花山天皇）の漢文指南役となる。しかし、式部丞蔵人の官職を得ると花山帝に同情し間者を断ったため、のちに摂政となった兼家により官職を解かれてしまう。その後の10年間は再仕官すら叶わず隠居も考えるが、最高権力者となった道長の計らいにより従五位下に叙され、まひろが内緒で漢詩の申文を送ったことで大国越前の国司に抜擢される。宋人を故郷に帰す命を道長から受けるが、清貧を貫くあまり部下や市井の扱いにも苦労し、命を遂行できず4年で再び散位となる。帰京後、道長から田鶴君（藤原頼通）への漢詩指南役の要請を断るものの、賢子にひもじい思いをさせたくないまひろの説得で引き受ける。
後に道長の引き立てにより、8年ぶりに官職を得て左少弁となる。さらに正五位下に昇進した後、越後守に任じられるが、その道中に息子・惟規を亡くす。越後から帰京した後、ちやはと惟規の菩提を弔うために出家する。その後は屋敷にて悠々自適の日々を過ごし、まひろや賢子、年老いたいとや乙丸らを優しく見守る。
ちやは
演：国仲涼子
まひろの母。為時の嫡妻。まひろからは「母上」、いとや乙丸らからは「お方様」「北の方様」と呼ばれる。
貧しい暮らしにも明るく振る舞うが、嗜みである琵琶を奏でることが減っている。妾である高倉の女（なつめ）のもとに通う夫を慕い続け、官職を得ることを信じて願掛けをする。しかし、為時が漢文指南役の職を得たお礼参りの際、まひろの目の前で道兼に刺殺される。
藤原惟規（ふじわら の のぶのり）
（太郎 → 藤原惟規）
演：高杉真宙（幼少期：湯田幸希〈太郎〉）
まひろの弟。幼名は太郎（たろう）。いとからは「若様」と呼ばれる。花山・一条朝は大学寮に勤める学生（がくしょう）、一条朝の擬文章生・文章生・中務省内記・六位蔵人。
飄々としているが前向きで朗らか。幼い頃から学問が苦手で、絶えず姉と比較されている。官職の期待はされてはいないが努力はしており、苦労の末に擬文章生となる。さらに文章生に昇進し、父・為時の越前赴任には同行せず京にて勉学に励む。為時の帰郷後に内記、後に六位蔵人となるが、時々仕事を抜け出し自邸や藤壺のまひろの元に顔を見せる。
のちに、物語執筆のため自身の性格を知りたいまひろに対し、「暗くて鬱陶しい」と本音を語ったことが、まひろの創作意欲を駆り立てるきっかけとなる。宮中におけるまひろの信頼とともに自身も出世し、為時の正五位下と時を同じくして従五位下に叙位される。
一方、斎院の女房と恋仲になるなど、危ない橋を渡ることもある。その後も、斎院の女房との仲は続くが一方的に振られ、それを忘れるため越後に赴任する父に随行する。しかし、その道中で激しい腹痛に襲われ、越後国府で亡くなる。
いと
演：信川清順
太郎（惟規）の乳母（めのと）、のち賢子の乳母。
ちやは亡き後、長年にわたり主家の家政を一手に担う。惟規の立身出世やまひろの奔放な振る舞い、賢子の身分不相応な交際に気を揉みつつ、母親代わりとして見守る。
感激屋で涙もろい。疫病で夫や子を亡くして身寄りが無く、幾度となく家計が困窮しても主家に尽くし続ける。為時の越前赴任には同行せず、京にて留守居を務める。まひろが彰子の女房として出仕するのに伴い、賢子の乳母を務める。惟規が従五位下に叙位された事を喜ぶが、その後の惟規の訃報に接し号泣する。
のちに、賢子が双寿丸を頻繁に邸宅に連れてくるようになり、双寿丸の自邸のような振る舞いに困惑するが、双寿丸に料理上手を褒められ動揺してしまう。まひろが大宰府に旅に出ている間は留守を守り、その後も仕え続けるが老齢により認知症となり、為時と惟規の区別がつかなくなってしまう。
福丸（ふくまる）
演：勢登健雄
いとの恋人。
為時の越前赴任中、妻子がいる身でいとと関係を持つ。以降は為時の屋敷に出入りしており、人が良く、いとに素直に従う。
乙丸（おとまる）
演：矢部太郎
まひろの従者。
ひ弱であるが忠義者で、奔放なまひろに振り回されつつ、彼女を守るために奮闘する。道長や百舌彦とは古くからの顔見知りで、先方が出世してからも交流が続く。笑顔と泣き顔が同じ。
かつて、ちやはを守り切れず目の前で殺され、長年の悔いとなっている。そこから独身を保ちながらまひろに尽くしてきたが、越前できぬと出会い男女の仲となる。束縛が過ぎて別離の危機になったこともあるが、ともに主家に尽くし続ける。
自らの望みを語ることは少ないが、周明の死後、放心状態となっていたまひろに「帰りたい」「きぬに会いたい」と心情をぶちまけ、まひろが立ち直るきっかけを作った。まひろの最後の旅にも同行を懇願している。
きぬ
演：蔵下穂波
乙丸の恋人。越前の海女（あま）。
まひろのためにウニを買い付けに来た乙丸と知り合い、帰京に同行する。のちに、為時が散位となり宣孝が亡くなると帰郷を考えるものの、そのまま主家に残る。
まひろの九州行きの際には、乙丸の心情を察し、お供をさせるよう依頼している。万寿4年以降の為時邸には姿を見せておらず、乙丸は一人仏像を彫っていた。
あさ
演：平山咲彩
賢子の乳母。
まひろの出産に立ち会い、賢子を取り上げる。為時が散位となり宣孝が亡くなると、いち早く暇乞いをする。
はる、熊丸
演：島田桃依（はる）、志村光貴（熊丸）
まひろが幼い頃の下女、下男。
生活に困窮する主家に対し、暇乞いを申し出る。
なつめ
演：藤倉みのり
為時の妾。いとからは「高倉の女」と呼ばれる。
一人暮らしだが、病により為時の介助を受けている。まひろがその邸宅を訪れた時には余命幾ばくもなく、呼ばれたさわが見舞いに駆けつけた直後に息を引き取る。
さわ
演：野村麻純
まひろの友人。なつめと先夫の娘。まひろから「さわさん」と呼ばれる。
素直で自身の感情に忠実。まひろを姉と慕う一方、その学識や容姿を羨んでいる。
幼い頃に母・なつめと離別し、父や継母、異母兄弟と暮らすが孤立している。為時の計らいによりなつめの臨終を看取り、それがきっかけでまひろと親交を結ぶ。近江の石山寺詣でまひろと仲違いし距離を置くが、疫病で兄弟を失い、まひろも命を落としかけたことを知り和解する。のちに父が肥前守に任じられ、別れを惜しみつつ京を離れる。その後は結婚するものの帰京は叶わず、肥前にて亡くなる。その訃報は、越前に滞在していたまひろに届けられる。まひろの九州行きにあたっては、さわの没した松浦を訪れることが動機の一つであった。

### 藤原道長とその関係者
藤原道長（ふじわら の みちなが）
（三郎 → 藤原道長）
演：柄本佑（幼少期：木村皐誠〈三郎〉）
最高権力者。藤原兼家と時姫の三男。姓は朝臣。幼名は三郎（さぶろう）。まひろからは「道長様」、源倫子や源明子からは「殿」、百舌彦からは「殿様」と呼ばれる。摂政を辞した後は「太閤」と称される。円融・花山朝の右兵衛権佐（うひょうえのごんのすけ）、一条朝の蔵人・権中納言・権大納言・中宮大夫（ちゅうぐうだいぶ）・右大臣、一条・三条朝の内覧、一条・三条・後一条朝の左大臣、三条朝の准摂政、後一条朝の摂政・太政大臣（だいじょうだいじん）。邸宅は東三条殿、土御門殿、宇治殿（別荘）。
まひろとは相思相愛ながらも、長年にわたり不即不離の交流が続く。飄々としていて立身出世に興味が薄い素振りだが、内に熱いものを秘める。庶民の生活に関心を持ち、藤原一族を風刺した散楽を面白がる感性を持つ。文学は不得手だが弓術に優れる。
若かりし頃、まひろとは互いに身分を偽り知り合う。一族の「光」と「闇」を目の当たりにし、権力争いに嫌気が差して家を捨てる決意をしたこともある。しかし、まひろとの交際や直秀の理不尽な死を通じて自身の立場を自覚し、権力闘争に加わっていく。長兄・道隆に対抗する次兄・道兼を支えるつもりでいたが、兄たちが相次いで急逝したため、姉・詮子の意向により最高権力者の地位に座る。慣れない職務に困惑しつつ、行成の勧めで日記（『御堂関白記』）を書き始める。
長女・彰子を入内させる気は無かったが周囲からの勧めもあり、最高権力者としての責任を果たすべく彰子を入内させる。しかし、彰子が皇子を産むどころか一条天皇と触れ合う気配すらなく、困り果ててまひろに助けを求める。その後も、金峰山（きんぶせん）の御嶽詣（みたけもうで）など限りを尽くした甲斐もあり、外孫である敦成親王が誕生する。しかし、これがきっかけで秘めたる野心が芽生えることとなる。
三条帝が即位すると関白就任を打診されるが辞退し、親政を志す三条帝との間に溝が生じる。さらに三条帝が娍子の立后を強行した事により対立が決定的となる。三条帝が目と耳を患うと退位に追い込み、幼い外孫・後一条天皇が即位すると摂政に就任し、後一条天皇を意のままに動かす。しかし、左大臣も兼任して陣の定めにも出続けたことから公卿たちに反発され、公任の説得により摂政・左大臣ともに辞し、家督を頼通に譲る。その後も実権を握り続け、三人の娘たちの立后を実現させた事でその権勢は絶頂に達する。しかし、子どもたちにも同僚たちにも理解されない権力者の孤独に苛まれ、まひろが女房を辞して旅に出たことをきっかけに出家する。
賢子が自分の娘であることには気づいておらず、まひろに告げられた後は悔恨の涙を流している。
出家後も実質的な最高権力者であり続けたが、息子や娘たちに次々と先立たれ自身も病に倒れる。倫子の依頼を受けたまひろの語る物語を聞き、最期の二人の時間を過ごす。その後、事切れているところを倫子に発見されるが、左手はまひろを探すかのように伸ばされていた。
源倫子（みなもと の ともこ）
演：黒木華
道長の嫡妻。宇多天皇の曽孫。邸宅は土御門殿。小麻呂（こまろ）という名の愛猫を飼う。
道長が最高権力者となってからは「北の方様（きたのかたさま）」と呼ばれる。
おっとりしながらも機転が利き、場をなごませる器量を持つ。自邸で貴族の娘たちと歌あそび等をする「学びの会」（サロン）を開催しており、身分や学識の差で浮いてしまうまひろにも親身に対応する。適齢期を過ぎていながら結婚に消極的だったが、打毬の観覧で道長に心を奪われる。その後も道長を慕い続けて結婚し、子宝にも恵まれる。しかし、道長の気持ちが自身に向いていない事に気付いており、もう一人の妻・明子とは別の女の存在を疑う。
彰子の入内には当初猛反対したが、道長の覚悟を知ると自身も覚悟を決め、入内した彰子の後見を務める。彰子が一条天皇に見向きもされないことに気を揉み、藤壺に通い詰めたり、彰子の方を見て欲しいと天皇に直接要求したりしたことで、道長との仲が一時悪化する。まひろの出仕の際には、若い頃の友人が娘に仕えることになったことを喜ぶ。しかし、自邸で行われた敦成親王の五十日儀（いかのぎ）の宴で、道長とまひろが阿吽の呼吸で歌を詠み交わすのを見て、ただならぬ仲を察して席を外してしまう。
まひろと道長の関係を察しており、九州から戻ったまひろを問いただしたが、想像を超えていた二人の関係に衝撃を受ける。しかし死を目前とした道長の命をつなぎとめるため、まひろに道長のもとを訪れるよう依頼する。道長の死後、伸ばされていた手を寝具の中に収めている。
源明子（みなもと の あきこ）
演：瀧内公美
道長の次妻。醍醐天皇の孫。臣籍降下した皇子・源高明の娘。「明子女王（あきこじょおう）」と称される。邸宅は高松殿（たかまつどの）。
気品ある佇まいでありながら、復讐心と源氏再興を内に秘める。立身出世のために道隆や道長に接近する兄・源俊賢には呆れている。
幼い頃に父・高明が大宰府に流されて没落し（安和の変）、盛明親王や藤原詮子の庇護を受ける。摂関家への復讐のため道長の妻となり、兼家を呪詛（じゅそ）するものの、自身も流産してしまう。その際に、道長の優しさに改心して子宝にも恵まれ、政で多忙な道長が本音を言える心の拠り所となる。しかし、嫡妻・倫子への対抗意識が強く、息子たちに英才教育を施すことに加えて、娘・寛子を入内させることを望む。そして、我が子にも出世をさせるよう道長に要求するようになり、道長の足が遠のく。その後は、頼通に息子たちを引き立ててもらえるように頼むなど、彼らの昇進に意欲を示していたが、次男・顕信の出家に衝撃を受け、道長に怒りをぶつけた後に失神してしまう。
その後は息子たちの昇進を楽しみとし、兄俊賢とも良い関係を築いている。
藤原頼通（ふじわら の よりみち）
（田鶴 → 藤原頼通）
演：渡邊圭祐（幼少期：小林篤弘〈田鶴〉 → 三浦綺羅 → 大野遥斗〈藤原頼通〉）
道長の長男。倫子の長男。幼名は田鶴（たづ）。幼少期は「田鶴君」と呼ばれる。一条朝の春宮権大夫、一条・三条朝の権中納言、三条・後一条朝の権大納言、後一条朝の摂政・内大臣。邸宅は土御門殿、高倉殿（たかくらどの）。
穏和で誠実な気性だが、頑固な一面も持つ。祖父・兼家や父・道長とは違って権謀術数は不得手。
幼い頃は為時から漢詩の指導を受けている。詮子の四十賀（しじゅうのが）において舞を披露するが、評価において異母弟・巌君に劣り号泣する。元服してからは頼もしげな青年に成長し、道長の御嶽詣に同行して源俊賢の危難を救う活躍を見せる。
政略結婚で結ばれた隆姫女王のことを深く愛し、子宝に恵まれなくとも他に妻妾を持つことを拒否する。また、三条天皇から禔子内親王（やすこないしんのう）の降嫁を打診されるがこれも拒み、仮病を使って免れる。
道長から家督を譲られるが、若輩の身で最高権力者の地位についたことで公卿たちを上手く御しきれず、道長に依存し続けることとなる。のちに道長から自立しようとして、道長に相談せずに刀伊の入寇に対応したことが、朝廷の優柔不断な決定を引き起こす。
道長の死後も朝廷の最高権力者の地位にあるが、姉・彰子の影響下に置かれる。
隆姫女王（たかひめじょおう）
演：田中日奈子
頼通の妻。村上天皇の第七皇子・具平親王の長女。
「妻は己の気持ちで決めるものではない」「男の行く末は妻で決まる」と考える道長により、家柄のみを考慮して選ばれ、頼通と結婚する。
藤原頼宗（ふじわら の よりむね）
（巌君 → 藤原頼宗）
演：上村海成（幼少期：渡邉斗翔〈巌君〉）
道長の次男。明子の長男。幼名は巌（いわ）。幼少期は「巌君」と呼ばれる。一条朝の左少将、一条・三条朝の右近衛権中将、後一条朝の権中納言。
明子から英才教育を施される。詮子の四十賀において見事な舞を披露し、一条帝から褒められ指南役が官位を賜る。元服してからは温和な青年となり、常に異母兄・頼通を立てる姿勢を見せる。
宮仕えした賢子の交際相手の一人となるが、賢子が実は自分の異母妹であることは知らずにいる。
藤原顕信（ふじわら の あきのぶ）
（苔君 → 藤原顕信）
演：百瀬朔（幼少期：佐藤遙灯〈苔君〉）
道長の三男。明子の次男。幼名は苔（こけ）。幼少期は「苔君」と呼ばれる。三条朝の右馬頭。
異母兄・頼通らが出世する一方、なかなか出世できないことに不満を抱く。三条帝による蔵人頭の要望を父・道長が断ったことを知り、比叡山で出家してしまう。道長に先立って没している。
藤原能信（ふじわら の よしのぶ）
（は君 → 藤原能信）
演：秋元龍太朗（幼少期：平山正剛〈は君〉）
道長の四男。明子の三男。後一条朝の権中納言。幼名はは君。
藤原教通（ふじわら の のりみち）
（せ君 → 藤原教通）
演：姫小松柾（幼少期：加藤侑大〈せ君〉 → 北尾いくと → 吉田隼〈藤原教通〉）
道長の五男。倫子の次男。幼名はせ君（せぎみ）。三条朝の左近衛中将・中宮権大夫、三条・後一条朝の権中納言・権大納言。
三条帝が即位すると側近として登用される。兄・頼通が三条帝から皇女と結婚させられそうになった時には、道長の命で頼通の病気の噂をばら撒いた。後一条帝が即位すると世代交代により朝廷の重臣として出世していく。
藤原頼子（ふじわら の よりこ）
演：近藤幼菜
教通の妻。藤原公任の娘。
藤原寛子（ふじわら の ひろこ）
道長の三女。明子の長女。
藤原長家（ふじわら の ながいえ）
演：豊田裕大
道長の六男。明子の四男。後一条朝の左近衛中将。
赤染衛門（あかぞめ えもん）
演：凰稀かなめ
倫子の女房。女流歌人でもあり、学びの会における和歌の指南役。倫子らからは「衛門」と呼ばれる。
夫の子を実子・養子関係なく育てたのち、土御門殿の女房となっている。厳格で物堅く気品があり、学びの会でまひろの文才をいち早く見抜く。一方で、「人妻であろうとも、心の中は己だけのもの」と語るなど大胆な恋愛観を持つ。
倫子の娘・彰子の教育係も務めているものの、彰子の心中を理解できないでいる。彰子が入内すると、そのまま女房として出仕する。
宮仕え後のまひろと道長の様子から関係を察し、釘を刺しながらも深入りせず静観する。
倫子から道長の栄華を褒めたたえる書物を書く事を依頼され、『栄花物語』を書き始める。筆が乗って宇多天皇の御代から始まる長大な作品になってしまうが、倫子よりその出来栄えを褒められ満足する。
大江匡衡（おおえ の まさひら）
演：谷口賢志
衛門の夫。学者。嫡妻である衛門の他に、複数人の妾や子がいる。
土御門殿の曲水の宴（ごくすいのえん）に招待され、歌を詠む。のちに一条天皇が体調を崩した際に、道長の頼みで占いをするが、崩御の気を引き当ててしまう。
百舌彦（もずひこ）
演：本多力
道長の従者。
道長がまひろと度々会うことから、その従者である乙丸に対する競争意識を持つ。若かりし頃、道長とともに市中に出かけた際、内緒で市井の女・ぬいと逢引をしたことがある。道長が最高権力者の地位に就くと自身も出世し、従者が付いて身なりも良くなるが、道長と同様にまひろや乙丸との仲は変わらず交流を続ける。

### 右大臣家とその関係者
藤原兼家（ふじわら の かねいえ）
演：段田安則
道長の父。藤原氏で名門中の名門（藤原北家九条流）の三男、当主。姓は朝臣。円融朝の大納言、円融・花山朝の右大臣、一条朝の摂政・関白。邸宅は東三条殿。
「家の存続が政」という理念で権謀術数に長け、朝廷にて最高権力者の地位を狙う野心を持つ。目的のためなら自身の子ですら手駒とするが、道長の器量には秘かに期待している。度量を備えながらも裏切りを許さず、為時の再仕官を求めるまひろを虫けら扱いしつつ言い分を聞いた上で、為時が自ら兼家から離れたと反論して追い返す。
早くから外孫・懐仁親王（一条天皇）の即位を目論む。円融帝や花山帝を謀略を駆使して退位に追い込み、一条帝を即位させて摂政の地位を掴み取る。最高権力者として絶大な権勢を振うが、やがて自らの老いを自覚して出家し、嫡男・道隆を後継者に指名する。明子の呪詛を受け赤く光る月を見た翌朝、庭で息絶えたところを道長に発見される。
時姫（ときひめ）
演：三石琴乃
兼家の嫡妻。
息子たちの不仲を心配しており、三郎（道長）に暴力を振るう道兼に心を痛める。夫・兼家に道兼の粗暴を訴えるが、ほどなくして亡くなる。
藤原寧子（ふじわら の やすこ）
演：財前直見
兼家の妾。『蜻蛉日記』の作者。
嫡妻を亡くした兼家に寵愛されるが、道綱の待遇を気にしており、事あるごとに口にする。日記は兼家との日々が綴られ、まひろら貴族の姫たちに広く読まれている。兼家の没後、その菩提を弔うため道綱と近江の石山寺詣を行い、そこで出会ったまひろやさわと文学談義を交わす。また、妾の立場の辛さを語り、まひろに嫡妻になるよう勧める。
藤原道兼（ふじわら の みちかね）
演：玉置玲央
兼家と時姫の次男。道長の次兄。姓は朝臣。円融・花山朝の蔵人、一条朝の蔵人頭・参議・権大納言・内大臣・右大臣・関白。
気性が激しく、しばしば粗暴な振る舞いを行う。立身出世への意欲が強く、道隆や道長に対し一方的な対抗意識を燃やす。
まひろの母・ちやはを殺害したことで「敵（かたき）」と呼ばれ恨まれているが、自身はそのことには気付いていない。同時に、この一件で一族の「闇」を背負うこととなり、父・兼家に認められたい一心で汚れ役をさせられる。しかし、兼家からは後継者とは見なされず突き放され、荒れた生活を送り妻子からも見捨てられる。のちに道長の𠮟咤激励によって立ち直り、職務に精励するようになる。しかし、道隆の後継として関白に就任した当日に疫病で倒れ、病床で自らを悪人であると自認しつつも光明真言を口にし、1週間後に亡くなる。享年35。
後年、三男・藤原兼綱が三条朝の蔵人頭となる。
藤原繁子（ふじわら の しげこ）
演：山田キヌヲ
道兼の妻。兼家の妹。懐仁親王（一条天皇）の乳母。
兼家の死後も服喪せずに荒れた生活を送る道兼に愛想を尽かし、娘・尊子を連れて離縁する。
藤原尊子（ふじわら の たかこ）
演：愛由
道兼と繁子の娘。
藤原道綱（ふじわら の みちつな）
演：上地雄輔
兼家と寧子の息子。道隆の異母弟。道兼・道長の異母兄。一条朝の蔵人・参議・右中将（うちゅうじょう）・中納言・春宮大夫、一条・三条・後一条朝の大納言、三条朝の中宮大夫。
凡庸でお人好し。明るく振る舞うが、道長ら異母兄弟に対して劣等感を持っている。妾として生きてきた母・寧子の辛さを理解し道長に語るなど、母想いの面も持つ。石山寺詣でまひろを見初め、誤ってさわのもとへ忍んだことが、まひろとさわの仲を悪化させる原因となる。官僚としては有能とは言えないが、道長の異母兄という出自のおかげで出世していく。公卿となってからは、実資と行動を共にする事が増えている。
春宮大夫任官後は居貞親王（三条帝）の信任を得て側近として登用されるが、権力闘争への興味が薄いためかえって当惑する。三条帝の即位後も重用され、のちに道長が病に倒れると、それを喜んでいると疑われてしまう。道長の出家後には大臣の座を希望し、政に対する考えの浅さに呆れられながらも、「嫌いにはなりませぬ」と告げられている。それからほどなく亡くなる。
平惟仲（たいら の これなか）
演：佐古井隆之
兼家の家司（けいし）。一条朝の参議・権中納言・中納言。
大学頭（だいがくのかみ）や弁官などを歴任する。道長が町辻にて盗人と間違えられ、投獄された際には兼家の命で助けている。
従者
演：福本鴻介
道兼の従者。
まひろが道兼を落馬させた際に、余計な一言を発したことが、激昂した道兼がちやはを殺害する引き金となる。のちに、道兼の所業を隠蔽するため、兼家の命で殺害される。

### 中関白家とその関係者
藤原道隆（ふじわら の みちたか）
演：井浦新
兼家と時姫の嫡男。道長の長兄。姓は朝臣。中関白家の祖。円融・花山朝の近衛中将（このえちゅうじょう）、一条朝の権中納言・権大納言・内大臣・摂政・関白。邸宅は二条第（にじょうてい）。
鷹揚であり、愛妻家の酒好き。父・兼家に忠実で、一族の「光」だけを受け入れ、陰謀には一切関わらない。しかし、結果を安易に受け入れるため、妹・詮子から批判される。
のちに、兼家の後継者として摂政に就任するが、中関白家の繁栄のみにこだわり、息子らに優先して官職を与える。独裁的な政で民を顧みようとしないため、朝廷を混乱させ人心を失っていく。やがて飲水病（いんすいのやまい）を患い、嫡男・伊周を後継の関白に就けようとするも果たせず、貴子に看取られて世を去る。享年43。
高階貴子（たかしな の たかこ）
演：板谷由夏
道隆の嫡妻。父は高階成忠。
聡明で学識豊かであり、良妻賢母として中関白家を支える。政にも通じ、道隆の顧問的な役割を果たす。道隆の最期を看取り、以降は伊周や定子の相談相手となるが、中関白家の将来に不安を覚えていく。長徳の変により伊周が大宰府に左遷されると同行を嘆願するものの、一条帝の宣旨により認められず伊周から引き離される。その後、病により定子に看取られて亡くなる。
藤原伊周（ふじわら の これちか）
（小千代 → 藤原伊周）
演：三浦翔平（幼少期：堂前直希〈小千代〉）
道隆と貴子の嫡男。幼名は小千代（こちよ）。妻子のほか京極・堀川・西洞院・一条殿に妾がいる。一条朝の蔵人頭・権大納言・内大臣・内覧・大宰権帥（だざいのごんのそち）・儀同三司（准大臣）。
風姿に優れ、漢詩・和歌・笛・弓に秀でる。その一方、高慢かつ放言癖で人望がなく、詮子からは「出過ぎ者」呼ばわりされる。道隆の強引な引き立てで急速に出世し、一時は道長よりも上の官職に就くものの、権勢を笠に着た尊大な言動で詮子や公卿らの反感を買う。道隆が病に倒れると内覧に就任し職務を代行するが、道隆没後は内覧の地位を道長に奪われ、人望のなさを改めて露呈してしまう。花山院暗殺未遂騒動（長徳の変）の首謀者として大宰府への左遷を命じられるが、激しく抵抗したため検非違使に捕縛ののち護送される。
その後、詮子の病による大赦（たいしゃ）で許され帰京する。中関白家の再興にこだわり、一条天皇の寵愛を取り戻した定子と清少納言の書く『枕草子』を利用して、再び権勢を取り戻そうとする。定子が亡くなると、道長を勝手に逆恨みして呪詛をするようになる。
甥・敦康親王の後見役を自称するが、親王が自身にではなく彰子や道長に懐いていると焦る。平致頼に命じ、御嶽詣に出かけた道長一行の暗殺を謀るが、隆家の妨害に遭い頓挫する。
やがて、彰子や道長への呪詛を日課とするようになるが、円能による呪詛事件の発覚により自業自得の末出仕停止となり、再出仕の際は道長に積年の恨みをぶちまける。その間に自身の健康をも害していき、嫡男・道雅に道長の下で低い官職に甘んじるくらいなら出家するよう言い残し、先に逝った両親と妹を思い出しながら世を去る。最後の最後まで反省の色は全くなしで自身の行為を悔い改めることはなかった。享年37。
源幾子（みなもと の いくこ）
演：松田るか
伊周の妻。父は源重光。
権勢を取り戻す事に強くこだわる伊周に危惧の念を抱いている。
藤原道雅（ふじわら の みちまさ）
（松 → 藤原道雅）
演：福崎那由他（幼少期：小野桜介）
伊周と幾子の嫡男。幼名は松（まつ）。のちに「荒三位」と称されたといわれる。一条朝の右兵衛権佐・蔵人、一条・三条朝の右近衛少将。
家の再興を目指す伊周により、幼い頃から厳しく躾けられる。成人してからは伊周に反発する。
藤原隆家（ふじわら の たかいえ）
（阿古 → 藤原隆家）
演：竜星涼（幼少期：森田美沓〈阿古〉 → 新城政宗〈藤原隆家〉）
道隆の次男。幼名は阿古（あこ）。一条朝の右中将・権中納言・出雲権守（いずものごんのかみ）・兵部卿（ひょうぶきょう）・権中納言（再任）、一条・三条・後一条朝の中納言、三条・後一条朝の大宰権帥。
饒舌なお調子者だが、現実を冷静に見据えるところもある。また、繊細な兄・伊周とは違って胆力があり、弓術にも優れる。詩歌や音曲などの風流事には興味が無く、政に強い意欲を示す。姉・定子と義姉・幾子同様、兄・伊周に人望に欠けていることや器量がないことを呆れておりそれを悟っている。
花山院の牛車に矢を射かけた実行犯として潔く出頭し出雲に左遷されるが、大赦で京に素早く舞い戻り道長に接近する。定子の死後も伊周と異なり、道長を恨まず良好な関係を図る。道長暗殺を企てた伊周らを妨害し、野心を捨てるよう涙ながらに説得する。しかし伊周が態度を改めないため、次第に呆れ果てて距離を置く。伊周の亡き後は敦康親王の後見を務めるが、道長には恭順する姿勢を示し、敦康親王が東宮から外されたことも受け入れる。
狩りの最中に目を負傷し政から離れていたが、実資から大宰府に恵清（けいせい）と名乗る宋の名医がいることを知る。道長に直訴して大宰権帥に就任し、脩子内親王をききょうに託して大宰府へと赴く。大宰府では身分の異なるものとも触れ合うようになり、「富なぞいらぬ、仲間がおれば」と語るようになる。また大宰府にやってきたまひろを道長の命に基づき歓待する。刀伊の入寇においては指揮官として活躍し、戦功をあげた武士たちの昇進にも心を配る。帰京後にはまひろの元を訪れ、中納言を退くと告げている。
高階光子（たかしな の みつこ）
演：兵頭公美
高階貴子の妹。伊周の叔母。
円能による呪詛事件の首謀者として、官位を剥奪される。
源方理（みなもと の かたまさ）
演：阿部翔平
源幾子の兄。伊周の義兄。一条朝の民部大輔。
高階光子と同じく、呪詛事件の首謀者として官位を剥奪される。
平致頼（たいら の むねより）
演：中村織央
伊勢の軍事貴族。同族である平維衡と争う。
御嶽詣に出かけた道長を伊周の命で暗殺しようとするが、隆家の妨害で失敗する。
円能（えんのう）
藤原彰子と敦成親王を呪詛した僧。
平為賢（たいら の ためかた）
演：神尾佑
京の武者。隆家の協力者。三条朝の検非違使、後一条朝の肥前守。双寿丸からは「うちの殿様」と呼ばれる。
京では盗人らを取り締まる。のちに、隆家に従って大宰府へと赴き、襲来した刀伊たちを追い払う。その功績により、肥前守に就任する。
双寿丸（そうじゅまる）
演：伊藤健太郎
京の若武者。為賢に仕える。
明朗快活で、物言いは粗野だが悪意は無い。孤児出身で身寄りがないため、自身の腕っぷしの強さを生業としている。学問に興味がなく字が書ける程度の知識であるが、主君・平為賢を尊敬しており、その言葉をしばしば引用する。大食い。
町辻で盗人たちに襲われそうになっていた賢子を助け、それがきっかけで賢子に好意を持たれる。頻繁に邸宅を訪れて馳走になり、いとには煙たがられるが全く意に介さない。まひろとも親しくなり、その言動を参考にしたまひろにより彰子の政への参加のきっかけを作る。
大宰府へ赴く為賢の下で武功を立てるため、同行を希望する賢子と別れる。為賢の元で刀伊たちと戦い、まひろの危難を救う。為賢が肥前守になると同行する。
最終回では旅に出るまひろと出会うが、この際には甲冑をつけ、騎乗する身分となっている。

### 左大臣家とその関係者
源雅信（みなもと の まさのぶ）
演：益岡徹
倫子の父。姓は朝臣。円融・花山・一条朝の左大臣。邸宅は土御門殿。
宇多天皇の孫という自意識や矜持を持っているがゆえに、権勢に対しては鷹揚な面がある。兼家の貪欲な人柄は好まないが、表立った衝突は避けている。倫子の入内を目論んでいたが、本人の猛反発にあい断念。摂関家の増長を懸念しつつも、「不承知とは言うておらぬ」と言質を取られ、妻子に押し切られる形で道長と倫子の結婚を認める。摂関家が隆盛の中で左大臣を16年間務め、晩年は穆子や倫子に看取られ、出世の望みの薄い道長と倫子の結婚を認めたことへの後悔を述べ、「不承知」と呟きながら世を去る。享年74。
藤原穆子（ふじわら の むつこ）
演：石野真子
倫子の母。藤原為時とは遠い親戚。
先見の明があり、穏和だが言うべきことははっきり言う。倫子の入内には反対するが道長との結婚には積極的で、夫・雅信の反対を押し切る。雅信の死後に落飾。その後も、女院・藤原詮子を土御門殿に住まわせたり、反対する倫子を諭して孫娘・藤原彰子を一条天皇に入内させたりすることが、のちに道長と左大臣家の栄華に繋がることになる。倫子との同居を続け、相談相手となる。
曾孫・後一条帝の即位を見届け、道長を娘婿に選んだことに満足し、ほどなくこの世を去る。
茅子（かやこ）
演：渡辺早織
権大納言の娘。倫子が主催する学びの会の仲間。五節の舞姫。
肇子（はつこ）
演：横田美紀
藤宰相の娘。倫子が主催する学びの会の仲間。五節の舞姫。
五節の舞姫となった豊明節会以降は学びの会に参加しなくなり、倫子や衛門らの噂話で侍従宰相の「お通い」があったことが語られる。
しをり
演：佐々木史帆
貴族の娘。倫子が主催する学びの会の仲間。
やよい
演：菊川陽子
貴族の娘。五節の舞姫。

### 貴族

#### 藤原道長の同僚とその関係者
藤原実資（ふじわら の さねすけ）
演：秋山竜次
道長の先輩。小野宮流の当主。円融・花山朝の蔵人頭、一条朝の左中将（さちゅうじょう）・参議・権中納言・検非違使別当・中納言・権大納言、一条・三条・後一条朝の大納言。
有能な実務官僚で、「である！」が口癖。好き嫌いよりも筋道を優先し、目上の者にも堂々と直言する気骨を持つ。帝にも苦言を呈するため出世は遅いが、最高権力者となった道長でさえも意見に耳を傾けるほど発言力は強い。宮中の出来事を日記（『小右記』）に書いている。宋の商人から献上されたオウム（声：種﨑敦美、山村響）を飼う。生真面目ながら、女好きという一面も持つ。
先妻との死別ののち、まひろとの縁談が持ち上がったことがあるが相手にしておらず、直後に赤痢に感染したこともあり破談となっている。検非違使別当在任中に伊周捕縛の指揮を執るが、自身には不似合いな役目と感じ早々に辞任する。
公卿に昇進してからは、道綱と行動を共にする事が増えている。三条天皇の女御・藤原娍子の立后と女御・藤原妍子の中宮参内が同日に行われると、大臣ではないながらも立后の儀の上卿（しょうけい）を務める。しかし、のちに道長が病に倒れると、参議である兄・藤原懐平とともにそれを喜んでいると疑われてしまう。三条天皇から道長に対抗しうる唯一の存在として頼りにされるも、養子・資平を蔵人頭にするという約束を反故にされて激怒する。一方で道長から譲位の圧力をかけられた三条帝に頼られた際には、敦明親王の東宮擁立を譲位の条件とするよう助言するなど廷臣としての筋を通す。
刀伊の入寇の対応にあたっては、人ごとのように振る舞う公任ら公卿に対して激しい怒りを見せた。道長と行成の死を日記に記した際には、静かに涙を落としている。
桐子（きりこ）
演：中島亜梨沙
実資の先妻。
夫のくどい愚痴に呆れており、日記に書くことを勧める。寛和2年（986年）に亡くなる。
婉子女王（つやこじょおう）
演：真凛
実資の後妻。元は花山天皇の女御。父は円融天皇の同母兄・為平親王。母は源高明の娘。源明子の姪。
実資に好意を抱いているが、愚痴には呆れており、図らずも先妻と同じように愚痴は日記に書くことを勧める。
藤原資平（ふじわら の すけひら）
演：篠田諒
実資の養子。実資の同母兄・藤原懐平の次男。三条朝の少納言・丹波介、後一条朝の蔵人頭・参議。
養父・実資の推挙で三条朝の蔵人頭になるはずだったが、敦明親王により阻まれている。
百乃（ももの）
演：千野裕子
敏子の女房。実資の召人。
四条宮にて実資と逢引する。のちに、実資との間に娘・千古を儲ける。
千古（ちふる）
演：髙橋実優
実資と百乃の娘。実資から溺愛される。
藤原公任（ふじわら の きんとう）
演：町田啓太
道長の同僚。一条朝の蔵人頭・頭中将・参議・検非違使別当・中納言、一条・三条・後一条朝の権大納言。一条朝の四納言の一人。邸宅は四条宮（しじょうのみや）。
端整な風貌で、文武両道に秀でた才人。関白の嫡男らしく気位が高く家柄意識も強いため、父・頼忠から将来を期待されている。引退する頼忠から道兼を頼るように助言されるが、兼家と衝突し失意の道兼に屋敷に居座られる。道長が最高権力者となると出世を諦め、漢詩や和歌など風流の道に生きる決意をするが、引き続き実務官僚として道長を支えていく。
妻・敏子が楽しみとする物語の評判を道長に話すことが、のちの『源氏物語』が生まれるきっかけとなる。自身の推薦によりまひろが取り立てられたと認識していることもあって、その後もまひろのことを気にかける。源氏物語の読者であり、敦成親王の五十日の儀では、酔った戯れに「若紫はおいでかな」とまひろに問う。
刀伊の入寇後には隆家や武士に対する報奨に否定的な反応をするが、これは隆家が道長の政敵であると考えていたための行動であった。道長にその行動を否定されると動揺し、今までの感情をぶちまける。その後は出家し、道長との関係も戻っている。道長と行成の死後には、斉信とともに追悼歌を詠んでいる。
敏子（としこ）
演：柳生みゆ
公任の妻。父は村上天皇の第五皇子・昭平親王。
四条宮にて和歌の会を主催しており、まひろを指南役として迎える。まひろが執筆する『カササギ語り』を楽しみとする。
藤原斉信（ふじわら の ただのぶ）
演：金田哲
道長の従弟、同僚。一条朝の左中将・蔵人頭・参議・権中納言・中宮大夫、一条・三条・後一条朝の権大納言。一条朝の四納言の一人。邸宅は一条殿（いちじょうどの）。
公任と同じく端整な風貌で、源倫子やききょうに懸想するなど恋愛を楽しむ。その一方で出世には貪欲で、妹・忯子の入内には反対だったが、彼女が花山帝の寵愛を受けると病床関係なく猟官運動を行う。花山院の牛車が射掛けられた（長徳の変）際は、あえて大袈裟に道長に伝えて伊周・隆家兄弟を公卿から失脚させ、自身がその座に入り込む。のちに中宮大夫となるが、女房たちに舐められている。
道長との親交は晩年まで続き、道長の政を支え、公任と競い合うように出世をしていく。
藤原光子（ふじわら の みつこ）
演：竹内夢
斉信の異母妹。藤原為光の三女。伊周の妾。
兄・斉信や妹・儼子（たけこ）と同居している。自身に別の男が出来たと伊周に誤解されたことが、のちに騒動へと発展する。
藤原行成（ふじわら の ゆきなり）
演：渡辺大知
道長の同僚。一条朝の備後権介（びんごのごんのすけ）・蔵人頭・参議・敦康親王家別頭、一条・三条・後一条朝の権中納言、後一条朝の中納言・太宰権帥。一条朝の四納言の一人。
道長より6歳年下で、四納言の中では最年少。温厚で誠実かつ勤勉であり、道長をはじめ誰からも好かれる。若くして能書家としての才能を発揮し、長く道長から頼りにされる。実資と同様に日記（『権記』）を書いており、道長にも日記を書くように勧める。
一条帝と道長双方からの信任が厚く、板挟みになりながらも道長の力になろうと奔走する。藤原定子と藤原彰子の立后（一帝二后）や、第一皇子・敦康親王に代わり第二皇子・敦成親王を立太子するなど、道長の政における重要な局面において、渋る一条帝を説得して道長の策を実現させ、深く感謝される。しかし、道長が徐々に強引な手段を用いて政治を主導していくのに従い、葛藤を抱いていく。道長に大宰府への赴任を希望するが受け入れられず、引き続き道長の元に留まり、道長を支え続ける。
道長が没した同日に屋敷で倒れ、没している。
源俊賢（みなもと の としかた）
演：本田大輔
源明子の異母兄。一条朝の蔵人頭・参議・中宮権大夫、一条・三条・後一条朝の権中納言、後一条朝の権大納言。一条朝の四納言の一人。邸宅は高松殿。
明子と同じ境遇を経ているものの、復讐よりも立身出世を優先する。初めは中関白家に付いていたが、道長が最高権力者となると露骨に鞍替えする。しかし、その後も伊周、隆家の元にも出入りして二重間諜の役割を果たして評価され、道長が最高権力者の地位に就くとまっさきに取り立てられる。
一族の復権への思いは強く、女院・詮子の四十賀において、甥・巌君が見事な舞を披露して一条帝から褒賞を得ると感涙する。その後も甥たちの出世を喜ぶ。しかし、子どもたちの栄達に固執する明子には呆れており、たびたび諫めるも制すことができずに手を焼いている。
道長の御嶽詣に同行し、崖から墜落しかけるも頼通に救われる。
道長と三条帝の対立が激化すると、道長の命を受けて公卿たちの意見を取りまとめ、三条帝の譲位実現に一役買う。老齢になってからも古参の重臣として働き続けまだまだやれると意気込むが、道長に先立って没する。
俊古（としふる）
演：久保田武人
蔵人所の文官。円融・花山・一条朝の蔵人。
若かりし頃の道長らの教育指南役を務める。長く蔵人所に勤め、藤原為時や藤原道兼らをはじめ多くの蔵人の顛末を知っている。
広盛（ひろもり）、宗近（むねちか）
演：馬庭良介（広盛）、北代祐太（宗近）
道長の同僚。円融・花山朝の右兵衛府の武官。
広盛の弟が検非違使庁と繋がりがあり、直秀ら散楽一座の処遇を道長に教える。
恒方（つねかた）
演：尾倉ケント
道長の部下。一条・三条・後一条朝の太政官の文官。

#### 公卿・蔵人・弁官とその関係者
藤原頼忠（ふじわら の よりただ）
演：橋爪淳
公任の父。姓は朝臣。円融・花山朝の関白、一条朝の太政大臣。邸宅は四条宮。
立場上は朝廷の最高権力者だが存在感が薄く、声が小さい。しかし、花山帝の急進的な政策に激しく反発し、兼家と手を結ぶ。のちに、兼家が摂政となると自身は太政大臣となるが、それがただの飾りであることを知っており、公任の将来を心配しつつも後事を託して隠居する。
源重信（みなもと の しげのぶ）
演：鈴木隆仁
源雅信の弟。姓は朝臣。円融朝の中納言、円融・花山・一条朝の大納言、一条朝の右大臣・左大臣。
音曲に通じ、朗詠・笙・笛を好む。兄・雅信の死去にともない左大臣となるが、道兼と同じ時期に疫病で亡くなる。
源道方（みなもと の みちかた）
演：植木祥平
重信の五男。三条朝の右大弁・頭弁、後一条朝の参議。
藤原為光（ふじわら の ためみつ）
演：阪田マサノブ
斉信の父。兼家の異母弟。姓は朝臣。円融・花山朝の大納言、一条朝の右大臣・太政大臣。邸宅は一条殿。
兄・兼家の関白就任にともない右大臣となる。
藤原顕光（ふじわら の あきみつ）
演：宮川一朗太
道長より一回り年長の公卿。円融・花山朝の権中納言、一条朝の中納言・権大納言・大納言、一条・三条・後一条朝の右大臣、後一条朝の左大臣。
無能であり、存在感が薄い。陣定で唯一、意見を述べられなかったこともある。しかし、疫病で大臣や大納言の多くが命を落としたため、図らずも道長に次ぐ地位に就くことになるが、政は全て道長に丸投げする。
一条天皇の中宮・定子が出家すると、長女・元子を入内させる。のちに、家司である平維衡を伊勢守に推挙するが、道長の猛反対にあう。次女・延子を居貞親王（三条天皇）の皇子・敦明王（敦明親王）に入内させるなど、水面下で道長に反発しつつ、表向きは道長に対して何も意見を述べない。しかし、道長が出家して頼通が摂政となると、叙位の儀をわざと欠席するなど頼通を困らせる。晩年では陣定の最中で居眠りをしており、頼通から辞職勧告を突きつけられている。
藤原文範（ふじわら の ふみのり）
演：栗田芳宏
学者。円融・花山朝の中納言。
康保4年（967年）に公卿となる。
藤原公季（ふじわら の きんすえ）
演：米村拓彰
兼家の異母弟。閑院流の祖。花山朝の参議、一条朝の権中納言・中納言・大納言、一条・三条・後一条朝の内大臣、後一条朝の右大臣。
顕光よりも存在感が薄い。一条天皇の中宮・定子が出家すると、顕光より先に娘・義子（よしこ）を入内させる。道長が最高権力者であるうちは意見をほとんど述べなかったが、道長が出家して頼通が摂政となると、顕光と同じく叙位の儀をわざと欠席するなど頼通を困らせる。
藤原義懐（ふじわら の よしちか）
演：高橋光臣
花山天皇の叔父、側近。妻は藤原為光の長女。花山朝の蔵人頭・参議・権中納言。
有能だが傲慢で、品位に欠ける言動が目立つ。派手好きで酒宴を好む。
花山天皇が即位すると頭角を現し、急速に昇進する。花山帝を利用して政を進めるものの、のちに帝と対立したところを道兼に付け込まれ、帝の出家を阻止できず宮中から姿を消す。
藤原惟成（ふじわら の これしげ）
演：吉田亮
花山天皇の乳母子、側近。花山朝の五位蔵人・弁官。
義懐の腰巾着として行動をともにする。
侍従宰相（じじゅうさいしょう）
演：加藤歩
花山朝の侍従宰相。
倫子が主催する学びの会では「四角い顔」と形容され、大いなる富を持つと噂されている。豊明節会にて、五色の舞姫の一人である肇子を見初める。
源頼定（みなもと の よりさだ）
演：奥村知史
一条朝の蔵人頭。
一条帝の中宮・彰子の出産に際し、記録をつけるよう道長から命を受ける。
藤原通任（ふじわら の みちとう）
演：古舘佑太郎
藤原済時の息子。三条天皇の皇后・藤原娍子の弟。三条朝の蔵人頭、三条・後一条朝の参議。
道長の反対にも関わらず、三条天皇により急速に昇進する。そのため道長が病に倒れると、それを喜んでいると疑われてしまう。
藤原定頼（ふじわら の さだより）
演：水石亜飛夢
後一条朝の蔵人頭。
源保光（みなもと の やすみつ）、源忠清（みなもと の ただきよ）、源伊陟（みなもと の これただ）、藤原為輔（ふじわら の ためすけ）、大江斉光（おおえ の ただみつ）、藤原時光（ふじわら の ときみつ）、源重光（みなもと の しげみつ）、藤原佐理（ふじわら の すけまさ）、藤原朝光（ふじわら の あさてる）、藤原誠信（ふじわら の さねのぶ）、藤原正光（ふじわら の まさみつ）
演：汐満猛（源保光）、青山義典（源忠清）、安田仁（源伊陟）、伴元晴（藤原為輔）、小西敏之（大江斉光）、松井祐二（藤原時光）、細見良行（源重光）、港谷順（藤原誠信）
公卿。

#### 中級・下級貴族とその関係者
安倍晴明（あべ の はるあきら）
演：ユースケ・サンタマリア
陰陽寮に所属する陰陽師。円融・花山・一条朝の陰陽博士・天文博士。
冷徹な策士で、感情を表に出す事がほとんど無い。権力者たちの動向を冷ややかな目線で観察し、巧みな処世術で生き残っていく。陰陽師としては特に天文道に秀でており、常に天体観測を行っている。
優れた陰陽師として、皇族や上級貴族から畏怖される。兼家の命令で祈祷や呪詛を行う一方、兼家を脅すこともある。その度胸を兼家に買われ、彼の参謀的存在として暗躍する。兼家の寿命が尽きつつある事を見抜いた上で、暗に道隆を後継者とするように勧めるが、道隆の政権も短命に終わる事を予見する。疫病流行の際には「疫神が通る」として、屋敷の門を固く閉じさせる。
道長が最高権力者になると、道長や国の行く末に関して予言めいた発言をするようになり、彰子の入内など道長の決定に大きな影響を与える。
寛弘元年（1004年）の旱魃の際には、道長が寿命10年と引き換えにするという強い懇願により一世一代の雨乞いを成功させる。若々しい容貌をしていたものの、雨乞いの直後に老け込み、寝込むようになる。翌年、見舞いに訪れた道長に対して、道長が光（まひろ）を手に入れたことで栄華を極めること、それによって闇も濃くなることを告げる。その日の夜に死ぬことを予言し、その通りに亡くなる。
須麻流（すまる）
演：DAIKI
晴明の従者。縮れ髪に髭面の小柄な男。
晴明に常に近侍し、主命を忠実に実行する。また、自ら祈祷を行う事もある。晴明の臨終においても、傍らで祈祷を続ける。
看督長（かどのおさ）
演：伊達暁
検非違使の役人。
道長から心付けを渡された事が、直秀ら散楽一座に悲劇をもたらすことになる。
清原元輔（きよはら の もとすけ）
演：大森博史
ききょう（清少納言）の父。姓は真人。一条朝の肥後守（ひごのかみ）。
高名な歌人で、道隆が主催する漢詩の会では為時とともに講師（こうじ）を務める。のちに国司として赴任した肥後で亡くなる。
源国盛（みなもと の くにもり）
演：森田甘路
詮子と顔見知りの貴族。父は公任が撰者である三十六歌仙の一人。
詮子の執り成しにより、大国越前の国司に任じられる。しかし、漢文が苦手で申文を文章博士に代筆させており、道長が問題視したため取り消される。
斎院の中将（さいいんのちゅうじょう）
演：小坂菜緒
村上天皇の第十皇女である斎院・選子内親王（のぶこないしんのう）の女房。源為理の娘。惟規の恋人。
男子禁制の斎院に仕える女房でありながら、秘密裏に惟規と交際を続けていたが、のちに一方的に振ってしまう。
ちぐさ / 菅原孝標の娘（すがわらのたかすえのむすめ）
演：吉柳咲良
まひろと市で知り合いになった娘。伯母は藤原道綱の母。のちの『更級日記』の作者。
源氏物語の信奉者であるが、まひろがその作者だとは気が付いておらず、まひろの家を訪れては自身の源氏物語解釈を熱弁する。

#### 越前の貴族とその関係者
源光雅（みなもと の みつまさ）
演：玉置孝匡
越前の役人。一条朝の越前介（えちぜんのすけ）。
前国司の下ではやりたい放題だったが、新たに赴任した為時が思惑通りに動かないため無視する。朱仁聡ら宋人たちに強い不信感を抱いており、朱に三国若麻呂殺害の濡れ衣を着せ陥れようと図るが失敗し、為時から謹慎を命じられる。
大野国勝（おおの の くにかつ）
演：徳井優
越前の役人。一条朝の越前大掾（えちぜんのだいじょう）。
光雅と同様に為時を無視するが、光雅の謹慎をきっかけに従順となる。
三国若麻呂（みくに の わかまろ）
演：安井順平
松原客館の通詞。若い頃、僧の下人として宋に密航したことがある。
越前国府にとって都合の悪い宋人の主張は通訳しないなど、不審な点が見られる。のちに、何者かに殺害された状態で発見され、宋人との商売の仲介をだしに武生の商人から賄賂を受け取っていたことが判明する。

#### 鎮西の貴族とその関係者
大蔵種材（おおくら の たねき）、 平致行（たいら の むねゆき）、藤原助高（ふじわら の すけたか）、藤原友近（ふじわら の ともちか）
演：朝倉伸二（大蔵種材）、内野謙太（平致行）、松田賢二（藤原助高）、出合正幸（藤原友近）
大宰府の役人。
隆家とともに刀伊の襲来に対処する。
大神守宮（おおが の もりみや）、 財部弘延（たからべ の ひろのぶ）、文屋忠光（ふんや の ただみつ）
演：金児憲史（大神守宮）、須田邦裕（財部弘延）、守谷日和（文屋忠光）
鎮西在地の武者。
隆家とは良好な関係を築いており、刀伊の襲来に対して、自発的に軍を出して戦う。

### 後宮

#### 皇室
円融天皇（えんゆうてんのう）
（円融天皇 → 円融院）
演：坂東巳之助
64代天皇、円融帝（えんゆうてい）。院号は円融院（えんゆういん）。歴代天皇は即位後は「お上（おかみ）」「帝（みかど）」、退位後は「院（いん）」と称される。殿舎は清涼殿。
兼家の娘・詮子の入内当初は仲睦まじい関係だったものの、次第に冷たい態度をとるようになる。懐仁親王（一条天皇）を即位させたい兼家の謀略により毒を盛られて衰弱し、詮子の関与を疑いながらも譲位する。
藤原遵子（ふじわら の のぶこ）
演：中村静香
円融天皇の女御。円融・花山・一条朝の皇后。藤原頼忠の娘。公任の姉。
皇子がいないながらも円融帝からの寵愛を受ける。立后後は皇后を意味する「中宮」と称されていたが、定子を立后させたい道隆の奇策により「中宮」が新たに設けられたため、「皇后」と称されるようになる。
藤原詮子（ふじわら の あきこ）
演：吉田羊
円融天皇の女御。一条朝の皇太后・太皇太后。藤原兼家と時姫の次女。道隆・道兼の同母妹。道長の同母姉。道綱の異母妹。殿舎・邸宅は東三条殿、梅壺（うめつぼ）、職御曹司（しきのみぞうし）、土御門殿。円融朝は「梅壺の女御」、一条朝は「国母（こくも）」と称される。円融院が崩御すると、女性では初となる「女院（にょいん）」の院号を受け、「女院様」と呼ばれる。
父・兼家の気質と才能を最も受け継ぐ。それゆえに父や兄たちを嫌い、道長だけに本音を話す。一条帝を溺愛しつつ、彼が定子を深く寵愛している事には不満を覚えている。
円融帝を一途に愛し、皇子を儲けるも冷遇される。さらに、譲位の折には帝に毒を盛った犯人と誤解され、道長を除く家族と決別し、薬を一切飲まなくなる。兼家の権力に対抗するため源氏を後楯とし、道長に源倫子および源明子との政略結婚を迫る。のちに長兄・道隆ら中関白家が権力を強めると、職御曹司に追いやられるも土御門殿に身を寄せ、道長を政の中枢に据えるため暗躍する。
道隆の死後は伊周が後継者に決まりそうになるものの、母として一条帝を説得して道長に変更させる。長徳の変で伊周・隆家兄弟の処分が軽く済まされそうになると仮病を使い、さらに呪詛を装ってそれを伊周の仕業として彼らを陥れる。その一方で、中宮・定子を想う一条帝に反発され、母子の溝を深めてしまう。のちに、四十賀（しじゅうのが）の最中に病で倒れ、一条帝には帝としての立場、道長には伊周の怨念を鎮めるための復権を言い残し世を去る。享年40。
花山天皇（かざんてんのう）
（師貞親王 → 花山天皇 → 花山院）
演：本郷奏多（幼少期：伊藤駿太〈師貞親王〉）
65代天皇、花山帝（かざんてい）。冷泉天皇の皇子。母は懐子（ちかこ）。女御は忯子・姚子（ようこ）・諟子（ただこ）・婉子女王。円融天皇の甥、東宮。諱は師貞（もろさだ）。院号は花山院（かざんいん）。
東宮のころから自身を「俺」と言うなど行動に癖があり、女癖が悪い。為時をおちょくりながらも、教授される学問には熱心。天皇に即位すると、公卿を介さず直接政に乗り出そうとする（親政）。しかし、最愛の女御・忯子を失うと無気力となり、兼家の密命を受けた道兼に騙され元慶寺（がんぎょうじ）にて出家させられる（寛和の変）。その後は兼家を呪詛するものの上手くいかず、播磨の圓教寺に移され表舞台から消える。
10年後、亡き忯子の妹・藤原儼子のもとへお忍びで通っていたところを隆家に射掛けられ、それが騒動へと発展する（長徳の変）。また彰子が入内する際には「よみ人知らず」として屏風歌を贈っている。
寛弘5年（1008年）、崩御。その死は弟・居貞親王に伝えられる。
藤原忯子（ふじわら の よしこ）
演：井上咲楽
花山天皇の女御。藤原為光の次女。斉信の妹。光子・儼子の姉。殿舎は弘徽殿。「弘徽殿の女御」と称される。
花山帝から深い寵愛を受けるが、懐妊後に病死する。
一条天皇（いちじょうてんのう）
（懐仁親王 → 一条天皇）
演：塩野瑛久（幼少期：石塚陸翔〈懐仁親王〉 → 高木波瑠〈一条天皇〉 → 柊木陽太）
66代天皇、一条帝（いちじょうてい）。円融天皇の皇子。母は詮子。花山天皇の従弟、東宮。諱は懐仁（やすひと）。殿舎は清涼殿。
聡明で学識豊かであり、若年ながら政治にも高い見識を持つ。一方で、定子を一途に愛する年齢相応の青年らしい面もある。笛の名手。端整で気品ある風姿の持ち主で、妍子からは「お美しい帝」と評される。
円融帝にとって唯一の皇子であり、生母・詮子から溺愛される。その一方で、幼少期から外祖父・兼家の政争に利用され、花山帝が出家した同日に践祚する（寛和の変）。成長してからは積極的に政務に取り組むが、道隆・伊周・詮子など周囲からの圧力に悩まされる。
長徳の変の際には、伊周と隆家が定子の身内であることに遠慮せず、厳しく処分をおこなうよう命じる。しかし、定子が懐妊・出産すると自身の決定を後悔するようになり、周囲の反対を押し切って定子と娘・脩子を職御曹司に呼び戻す。定子が亡くなると深く悲しみ、彰子の入内を許可した後も定子を追慕し続ける。しかし彰子から直截に自分への想いを伝えられると心が動き、彼女を寵愛するようになる。
『源氏物語』については、最初は道長から献上されて渋々読み始めたものの、物語に散りばめられた知識の深さに感心し、作者に興味を持ったことがまひろの出仕に繋がる。また、まひろの出仕後は物語の話をするために度々藤壺を訪れたり、公卿を集めて読書会を開くなどして『源氏物語』を宮中に広めることを後押しする。
彰子と心を通わせ2人の皇子をもうけた後も、定子の忘れ形見の敦康親王を皇位につけることを望む。しかし、体調を崩した中で道長の意を受けた行成に説得され、敦成親王を次の東宮に指名する。そして、居貞親王に譲位を伝えた後に出家し、まもなく崩御する。
藤原定子（ふじわら の さだこ）
演：高畑充希（幼少期：木村日鞠 → 中村たんぽぽ）
一条天皇の女御。一条朝の中宮・皇后。藤原道隆と高階貴子の長女。殿舎・邸宅は二条第、登華殿、二条北宮、高階明順邸、職御曹司、他。
聡明で和歌だけでなく漢詩にも通じ、内裏に降る雪を「香炉峰の雪」に例える感性を持つ。幼い頃から将来の入内を見据えて、両親から厳しく躾けられる。一条帝とは幼馴染で、東三条殿にて姉弟のように育てられる。帝が元服した20日後に入内し、立后させたい道隆の奇策により中宮となる。しかし、帝の寵愛を受けるものの皇子に恵まれず、道隆や伊周の理不尽な要求、詮子と帝との板挟みに苦しむ。家の繁栄を第一として、伊周の出世を後押ししようとする一方で、伊周がその器ではないことを悟っている。
道隆の死などにより徐々に立場が危うくなり、長徳の変では伊周と隆家に連座して実家の二条北宮に下がる。しかし、そこでも伊周を捕縛するため検非違使たちに乗り込まれ、衝動的に落飾、出家してしまう。のちに懐妊が判明するものの、実家の焼失や母・貴子の死で一時は生きる希望を失うが、清少納言が書く『枕草子』に救われ、無事に第1子を出産する。のちに職御曹司に移されると、以前にも増して一条帝の寵愛を受ける。
その後も一条帝の子を出産するが、第3子を懐妊の際にはすでに体力が衰えており、第二皇女・媄子内親王（よしこないしんのう）を出産後に息を引き取る。
藤原彰子（ふじわら の あきこ）
演：見上愛（幼少期：森田音初 → 小井圡菫玲）
一条天皇の女御。一条・三条朝の中宮、三条朝の皇太后、後一条朝の太皇太后。藤原道長の長女。源倫子の長女。裳着の腰結は女院・藤原詮子。殿舎・邸宅は土御門殿、藤壺（ふじつぼ）、枇杷殿、高倉殿。入内前は土御門殿にて小鞠（こまり）という名の愛猫を飼う。
極度の引っ込み思案で表情に乏しく、「仰せのままに」が口癖。思慮深いが思想や感情をなかなか表に出せないため、弟・田鶴（藤原頼通）からは「ぼんやり者」と揶揄され、両親からも心配される。出産後は見違えるほど気丈で積極的な性格となり、女性の立場からの政への参加を模索していく。賢子が自分の異母妹であることは知らずにいる。
12歳で入内。一条帝との距離は縮まらないが、帝に対する想いを秘め続ける。笛を披露する一条帝に目線を合わせず不興を買った際には、「笛は見るものではなく聴くもの」と述べている。その一方で、若くして敦康親王の養母となると、我が子のように慈しむ素顔を垣間見せている。
のちに、藤式部（まひろ）が女房となると、少しずつ胸の内を吐露するようになる。入内から8年後、一条帝に初めて本音を打ち明け、結ばれる。一条帝との間に2人の皇子を立て続けに出産した後も、敦康親王のことも実子と分け隔てなく扱い、将来は皇位につくことを望む。しかし、道長が自身に相談もなく敦康親王を退け、敦成親王を東宮に立てさせたことに激怒する。道長の専横に対抗すべく、まひろの助言により頼通ら弟たちと手を結ぶ。敦成親王が即位して後一条帝となると、国母として帝を補佐する。まひろと賢子の入れ替わりは認めるが今後もまひろに自分の相談相手となるように命じる。道長没後は朝廷の最高実力者として影響力を行使するようになる。
藤原元子（ふじわら の もとこ）
演：安田聖愛
一条天皇の女御。藤原顕光の長女。母は村上天皇の皇女。
長徳の変により定子が出家すると、藤原公季の娘・義子に続いて入内する。しかし、一条帝には見向きもされず、詮子の助力を得て気を引こうとするも失敗する。
脩子内親王（ながこないしんのう）
演：海津雪乃（幼少期：赤嶺花 → 井上明香里）
一条天皇の第一皇女。母は定子。裳着の腰結は藤原道長。邸宅は竹三条宮（たけさんじょうのみや）。
幼くして母を亡くし、母の実家である中関白家の庇護のもと、伊周や隆家の後見を得て養育される。ききょうが世話係の女房として仕える。
敦康親王（あつやすしんのう）
演：片岡千之助（幼少期：高橋誠 → 池田旭陽 → 渡邉櫂）
一条天皇の第一皇子。母は定子。殿舎・邸宅は竹三条宮、高倉殿、他。
幼いうちに母を亡くし、彰子の元で養育される。彰子や道長に懐いており、彰子にとっても心の支えになっている。彰子には気兼ねなく甘えているが、のちに道長から藤壺と光る君の関係と重ね合わされ、過ちを危惧されることになる。
次の東宮に立てられるものと見なされていたが、異母弟・敦成親王が生まれたことで、道長により東宮から外され竹三条宮に移る。しかし、父・一条帝の天皇としての苦悩を間近で見てきたこともあり、その決定を静かに受け入れる。
祇子女王と結婚して娘・嫄子女王を儲け、相婿の頼通と親しく交流しながら、穏やかに暮らしていたものの、体調を崩し寛仁2年に世を去る。享年21歳。
祇子女王（のりこじょおう）
演：稲川美紅
敦康親王の妃。隆姫女王の同母妹。
嫄子女王（もとこじょおう）
演：作間夏南
敦康親王と祇子女王の娘。
敦良親王（あつながしんのう）
演：立野空侑
一条天皇の第三皇子。母は彰子。後一条天皇の同母弟、東宮。のちの後朱雀天皇。
藤原嬉子（ふじわら の よしこ）
（嬉子 → 藤原嬉子）
演：瀧七海（幼少期：平尾瑛茉〈嬉子〉→ 太田結乃）
道長の六女。倫子の四女。敦良親王の妃。
敦良親王との間に親仁親王を儲けるが、その2日後に急死し、倫子を悲しませる。享年19歳。
親仁親王（ちかひとしんのう）
敦良親王の皇子。母は嬉子。
乳母となった賢子により養育される。将来皇位を継ぐことが期待されている。
三条天皇（さんじょうてんのう）
（居貞親王 → 三条天皇 → 三条院）
演：木村達成（幼少期：小菅聡大）
67代天皇、三条帝（さんじょうてい）。冷泉天皇の皇子。母は藤原兼家と時姫の長女。花山天皇の異母弟。一条天皇の従弟、東宮。諱は居貞（いやさだ）。殿舎は梨壺（なしつぼ）、清涼殿、枇杷殿。
知謀に長けた野心家で、飄々としていながらしたたかで粘り強い。糟糠の妻・娍子と長子・敦明親王をこよなく愛する良き家庭人の一面も持つ。
一条帝より4歳年上であるものの、25年間を東宮として過ごす。一条帝に対して表向きは従順だが、その裏で虎視眈々と帝位を窺っている。一条帝が病に倒れると、内心の喜びを抑えつつ見舞いの言葉を述べる。
即位してからは天皇親政を志し、道長主導の政から脱却しようとしたが、後ろ立てが無く家柄的に問題のある娍子の皇后立后を強行し、道長との対立が決定的となる。道長が比叡山で石を投げられたと聞くと揶揄する。即位から三年後の1014年、妍子との間に生まれたのが姫御子（禎子内親王）だったことで、道長との関係はさらに悪化する。自身も目と耳を患ってしまい、霊薬を宋から取り寄せるも効果はなく、心身を蝕まれていく。それでも退位を頑なに拒否し、道長が代理（准摂政）として政をすることを要求する。娘・禔子内親王を頼通に嫁がせるという懐柔案も頓挫して打つ手がなくなっていくが、最期まで道長に抵抗を続け、実資の入れ知恵で敦明親王を次の東宮にすることを条件に退位し、出家ののち崩御する。享年42歳。
藤原娍子（ふじわら の すけこ）
演：朝倉あき
三条天皇の女御。三条・後一条朝の皇后。大納言・藤原済時の長女。
三条帝から深く寵愛され、大臣の娘でない女御として初の皇后となる。実子・敦明親王の活発過ぎる振る舞いを心配している。病に侵されながら必死に道長と対抗しようとする三条帝を支え、その最期を看取る。
藤原妍子（ふじわら の きよこ）
演：倉沢杏菜（幼少期：原春奈 → 秋山加奈）
三条天皇の女御。三条・後一条朝の中宮、後一条朝の皇太后。道長の次女。倫子の次女。殿舎・邸宅は土御門殿、藤壺、枇杷殿、他。
派手好みで宴好き。姉・彰子とは正反対の歯に衣着せぬ物言いで、18歳も年上の居貞親王を「年寄り」呼ばわりする。入内する事に対して露骨に不満の意を示すが、彰子に説得され渋々入内する。そこで、若き敦明王に目を付けるものの娍子に阻まれる。以降は頻繁に宴を催し、中宮になった後も酒浸りで贅沢三昧の日々を送る。それにより悪評がたち、父・道長から諫められるも、父のために犠牲になった自身の唯一の慰みと言って聞く耳を持たずにいる。
三条帝から寵愛されることなく、入内から3年後にようやく娘・禎子内親王を儲けるも、父の期待に沿って皇子を産むこともできず、その後は酒と贅沢にますます溺れる。長年の飲酒が原因で健康を害して行き、道長に先立って没している。
敦明親王（あつあきらしんのう）
（敦明王 → 敦明親王 → 小一条院）
演：阿佐辰美（幼少期：藤澤樹輝）
三条天皇の第一皇子。母は娍子。
体力が有り余るほどに快活で、狩りが好き。東宮妃として入内した妍子に迫られるものの、母・娍子の機転で自身のせいにすることにより難を逃れる。
父・三条帝の在位中、亡き藤原道兼の三男・兼綱を蔵人頭にするよう願い出ている。父が亡くなり、後一条天皇が即位するとその東宮となるはずだったが、後ろ盾がないため辞退し隠居する。
藤原延子（ふじわら の のぶこ）
演：山田愛奈
敦明親王の妃。藤原顕光の次女。
禎子内親王（よしこないしんのう）
演：橘内優茉
三条天皇の皇女。母は妍子。
後一条天皇（ごいちじょうてんのう）
（敦成親王 → 後一条天皇）
演：高野陽向（幼少期：濱田碧生〈敦成親王〉 → 石塚錬 → 橋本偉成〈後一条天皇〉）
68代天皇、後一条帝（ごいちじょうてい）。一条天皇の第二皇子。母は彰子。三条天皇の従兄弟甥、東宮。諱は敦成（あつひら）。
幼くして即位したため、道長と彰子の補佐を受ける。成人後も彰子の影響下に置かれる。
藤原威子（ふじわら の たけこ）
（威子 → 藤原威子）
演：佐月絵美（幼少期：栢森舞輝〈威子〉）
後一条天皇の叔母、女御。後一条朝の中宮。道長の四女。倫子の三女。
19歳にして10歳の後一条天皇に嫁ぐことに反発していたものの、頼通や倫子に説得されて入内する。その後はなかなか皇子に恵まれず、新たに女御を入内させる案が浮上するも、摂関家で外戚関係を独占するために彰子が反対し、後一条帝唯一の妃であり続ける。

#### 後宮の女房・女官
ききょう / 清少納言（せい しょうなごん）
演：ファーストサマーウイカ
藤原定子の女房、のち脩子内親王の女房。『枕草子』の作者。まひろからは「ききょう様」、定子からは「少納言」と呼ばれる。
勝ち気が強く、思った事は物おじせず口にする。才気煥発で豊かな学識を持ち、それを頼りに自立した生き方を目指す。主である定子を神の如く崇拝しており、彼女の美しい部分のみを後世に残そうとする。
打毬の観覧に招待された時は既婚者。藤原道隆主催の漢詩の会では「出しゃばり」と評されつつも、その知的な魅力で斉信を虜にする。自身と似た境遇のまひろに親近感を覚え、しばしば屋敷を訪ねては想いを語る。道隆主催の和歌の会では姫たちの志の無さを目の当たりにし、夫や息子と離別して定子の女房となる。定子の聡明さと気品に魅了され、篤い忠誠を誓う。女房名の「清少納言」は、ききょうがまだ夫と離別しておらずその官位が少納言であると定子が二重に誤認して与えたものであるが、ききょうは即座に2つの誤りを指摘したうえで、素敵な呼び名なので是非それで、と請うて決まった。
道隆の死や伊周・隆家の失脚により、立場を失っていく定子を支え続け、定子のために枕草子を書く。定子が宮中に復帰すると、一番の側近として重用される。定子の死後は喪に服すが、伊周と同じく道長を恨み、報復の一策として『枕草子』を流布する。これを、一条帝をはじめ多くの貴族に読まれたことが、最高権力者である道長を苦しめることになる。
源氏物語を読み、まひろに会いに来て賛辞を送りながらも、『枕草子』と定子の栄光が源氏物語によってかき消されてしまったことについて恨みをあらわにする。伊周の自業自得とも言える失意の最期に悲憤し、さらに定子の遺子・敦康親王が東宮から外されたことで、道長への恨みをさらに募らせる。彰子に対しても直接恨み言をぶつけ、まひろに日記において批判される。しかしその後は一切の恨みを捨て、脩子内親王に仕える事に専念する。
刀伊の入寇後にはまひろの元を訪れ、談笑する間柄となっている。
橘徳子（たちばな の のりこ）
演：小田ゆりえ
一条天皇の乳母。
あかね / 和泉式部（いずみ しきぶ）
演：泉里香
藤原彰子の女房。『和泉式部日記』の作者。まひろからは「あかね様」と呼ばれる。
自由奔放で、恋に素直な歌を詠む。身だしなみにおいても常識にとらわれず、自身の思いを貫く。「和泉式部」という女房名を付けられるが、離婚した元夫の官職・和泉守が由来であったため気に入らず、親王を連想する「宮式部」を要求するが退けられる。
まひろとは、敏子主催の和歌の会で面識を得る。まひろの『カササギ語り』を好評するものの、歌の解釈には堅苦しさがあり、自分らしさを出すよう指摘する。一方、清少納言（ききょう）が執筆した『枕草子』を「気は利くが艶かしさがなく、人の温もりが伝わってこない」と評する。
為尊親王と敦道親王に愛されていたが、いずれも若くして死別している。生きる意味を見失っていたが、まひろから在りし日の思い出を書くように勧められ、日記の形にまとめる。のちにまひろの推薦で彰子の女房となる。赤染衛門と恋愛観が似ていることもあり、彰子主催の会（サロン）ですぐに人気者となり、その華やかさと色気で藤原頼通はじめ若き公卿らをも虜にする。
宮の宣旨（みやのせんじ）
演：小林きな子
藤原彰子の女房。本名は源陟子（みなもと の ただこ）。醍醐天皇の孫である公卿・源伊陟の娘。
新任の女房の名付けを担当しており、まひろに「藤式部」、あかねに「和泉式部」、賢子に「越後弁」と付ける。ふくよかで貫禄があり、彰子に仕える女房たちを束ねる。人生経験豊富で相談に乗ることもある。その一方で、夜の局ではいびきをかき、藤式部を悩ませる。
左衛門の内侍（さえもんのないし）
演：菅野莉央
彰子の女房。本名は橘隆子（たちばな の たかこ）。
はなから藤式部を快く思っておらず、事あるごとに悪口を言う。藤式部に「日本紀の御局」と渾名したとされる。
藤式部と道長の関係を赤染衛門に告げ口するものの、軽くあしらわれる。
宰相の君（さいしょうのきみ）
演：瀬戸さおり
彰子の従姉妹、女房。本名は藤原豊子（ふじわら の とよこ）。藤原道綱の娘。
藤式部が執筆した物語を、彰子や女房たちに読み聞かせることが多い。
大納言の君（だいなごんのきみ）
演：真下玲奈
彰子の従姉妹、女房。本名は源簾子（みなもと の やすこ）。源倫子の姪。
夜に局から密かに抜け出したことがある。
小少将の君（こしょうしょうのきみ）
演：福井夏
彰子の従姉妹、女房。本名は源時子（みなもと の ときこ）。源倫子の姪。
藤式部が執筆した物語を気に入っており、藤原斉信に膝枕をして一緒に読んだこともある。
馬中将の君（うまのちゅうじょうのきみ）
演：羽惟
彰子の女房。本名は藤原節子（ふじわら の せつこ）。源明子の姪。
左衛門の内侍と同調し、藤式部に悪口を言う。
筑前の命婦（ちくぜんのみょうぶ）
演：西村ちなみ
後宮の女房。
藤式部が執筆した物語を、女房たちに読み聞かせる。
女官
演：佐藤睦、村木エリ、太田いず帆、八幡夏美
後宮の女官たち。
事あるごとに噂や陰口をささやく。

### 市井・その他
直秀（なおひで）
演：毎熊克哉
散楽一座の座員。義賊という裏の顔を持つ。
反骨精神の持ち主で、藤原氏を含めた上級貴族たちの横暴を面白おかしく揶揄する風刺劇を演じ、まひろや道長にも影響を与える。しかし、道長の異母弟という体で打毬に参加した夜、東三条殿に盗みに入ったところを捕らえられ、鳥辺野にて放免に討ち捨てられる。
その亡骸はまひろと道長によって埋葬され、二人のその後の人生に大きな影響を与える。
輔保（すけやす）、久々利（くくり）、磯丸（いそまる）、百成（ももなり）、白太（はくた）、黒太（こくた）
演：松本実（輔保）、上田実規朗（久々利）、谷川功（磯丸）、吉田壮辰（百成）、佐久本歩夢（白太）、原池優（黒太）
直秀が所属する散楽一座。座頭は輔保。
町辻にて上級貴族を風刺する散楽を披露する傍ら、邸宅の金品を盗んでは庶民に分け与える義賊を生業としている。しかし、直秀とともに東三条殿にて捕らえられ、同様に討ち捨てられる。
座頭、コウメイ、兼太（かねた）、兼次（かねじ）、兼三（かねざ）
演：佐藤伸之（座頭）、金澤慎治（コウメイ）、長谷場俊紀（兼太）、松岡歩武（兼次）、千葉雅大（兼三）
直秀らとは別の散楽一座。コウメイは大臣（おとど）、兼太・兼次・兼三は藤一族（とうのいちぞく）の長男・次男・三男を演じる。
絵師
演：三遊亭小遊三
高辻富小路（たかつじとみのこうじ）の絵師。
文や歌が苦手な者のために代筆業も営んでおり、まひろを代筆として雇う。のちに事情を知った為時により、まひろを雇っていた事を口止めされる。
ぬい
演：野呂佳代
京の住人。
三郎（藤原道長）に内緒で百舌彦と逢引しており、6年後には道長が黙認する間柄となる。
麻彦（あさひこ）
演：小平大智
京の細工師。
字が書けないにもかかわらず、やんごとなき家の女房に恋文を送るため、代筆（まひろ）がいる絵師のもとへ頻繁に通う。
僧、寄坐（よりまし）
演：植本純米（僧）、傳田うに（寄坐）
まひろが道兼と道長の正体を知って寝込んだ時、いとに呼ばれた僧と寄坐。
高僧、寄坐
演：佐々木睦（高僧）、藤松祥子（寄坐）
病に倒れた藤原兼家を祈祷するため、安倍晴明とともに呼ばれた高僧と寄坐。
たね
演：竹澤咲子
京の少女。
まひろが書く仮名文字に興味を持ち、平仮名（あめつちの詞）を教わる。後に、まひろとともに悲田院にて変わり果てた両親を発見するが、直後に自身も疫病にかかり亡くなる。
たつじ、いわ
演：平田理（たつじ）
たねの両親。京の農民。
たねを働き手と考えており、文字を教えるまひろを拒絶する。のちに疫病にかかり、薬草をもらうために行った悲田院でともに亡くなる。
周明（ヂョウ ミン）
演：松下洸平
宋の見習い薬師。対馬出身の日本人。
当初は日本語を理解できない振りをしていたが、実は流暢に日本語を話す。まひろに宋語を教えるようになって親しくなり、幼い頃に口減らしのため海に捨てられたところを宋の船に拾われ、奴隷のように生きていたところを薬師に救われたという生い立ちを明かす。共に宋へ行こうと誘うが、それはまひろが権力者である左大臣（道長）と知り合いであることを利用しようとしたためであり、それに気付いたまひろに拒絶される。朱に頼んで故郷の対馬に行ったことにしてもらうが、本心ではまひろに惹かれていたことを朱に指摘される。
その後大宰府で医師として働き、隆家ら大宰府の人々にも信頼される医者となっている。約20年ぶりに大宰府でまひろに再会して和解し、松浦にむかうまひろに船越の津まで同行を申し出る。後で告げたいことがあるとしていたが、刀伊の襲来に巻き込まれて流れ矢で命を落とす。
朱仁聡（ヂュ レンツォン）
演：浩歌
宋の官人。商人たちの長。
船が故障したことを理由に越前に滞在し続け、道長や越前の役人たちから怪しまれている。新たに国司となった為時やまひろをもてなし、朝廷には羊やオウムなどを献上する。殺人の疑いをかけられた際に公平に話を聞いてくれた為時を信用し、皇帝の命によって越前での日本との交易を求めに来たことを明かす。
林庭幹（リン ティンガン）、羌世昌（チャン シーチャン）
演：侯偉（林庭幹）、リンリン（羌世昌）
朱とともに越前に滞在している宋の商人。
早成（はやなり）
演：金子岳憲
越前武生の商人。
宋人との商売のために三国若麻呂に賄賂を渡していたが、額をめぐって揉め誤って三国を殺してしまう。源光雅の命でその罪を朱に着せており、周明に連れられ為時に白状する。
定澄（じょうちょう）
演：赤星昇一郎
大和にある藤原氏の氏寺、興福寺の別当。
大和守・源頼親と所領を巡り対立している。僧3000人を率いて京に上り、頼親の所業について陣定にかけるよう道長に脅しをかける（強訴）。
慶理（きょうり）
演：渡部龍平
興福寺の僧。
脅しに屈しない道長への報復として、僧を率いて内裏に乗り込む。
慶命（きょうみょう）
演：佐野陽一
比叡山の僧。
藤原顕信の出家を道長に知らせる。
恵清（フェイ チン）
演：王偉
宋出身の医師。大宰府での周明の師。
眼病治療で名声を得ており、隆家の治療を担当する。
常覚（じょうかく）
演：タイソン大屋
壱岐国にある島分寺の僧。刀伊に襲われた壱岐を単身脱出し、たどり着いた大宰府で隆家に事の次第を報告する。

## スタッフ
- 脚本：大石静
- 音楽：冬野ユミ[19]
- テーマ音楽「Amethyst」演奏：反田恭平（ピアノ）、朝川朋之（ハープ）、広上淳一（指揮）、NHK交響楽団[140]
- 語り：伊東敏恵[19]
- 副音声解説：宗方脩[141]
- タイトルバック映像：市耒健太郎
- 題字・書道指導：根本知[142][21]
- 制作統括：内田ゆき[2]、松園武大[142]
- プロデューサー：大越大士[142]、川口俊介、高橋優香子[142]、葛西勇也
- 広報プロデューサー：川口俊介[142]
- 演出：中島由貴、佐々木善春[2]、中泉慧[142]、黛りんたろう[142]、原英輔、佐原裕貴、松本仁志、田中陽児、渡邉昭寛 ほか

- 時代考証：倉本一宏
- 風俗考証：佐多芳彦
- 建築考証：三浦正幸
- 芸能考証：友吉鶴心
- 平安料理考証・茶道指導：井関脩智
- 所作指導：花柳寿楽
- 衣装デザイン・絵画指導：諫山恵実
- 漢詩考証：赤井益久
- 和歌・平安文学考証：高野晴代
- 古文訳考証：千野裕子
- 殺陣指導：鎌田栄治
- 馬術指導：田中光法
- 雅楽指導：稲葉明徳
- 陰陽道指導：高橋圭也
- 仏事指導：末廣正栄
- アクロバット指導：加藤学
- 医事指導：星野卓之
- 囲碁指導：甲田明子
- 裁縫指導：小林操子
- しんきゅう指導：周防一平
- 中国語指導：張天翔
- 宋人所作指導：張春祥
- 越前和紙作り指導：栁瀨晴夫
- 助産指導：三宅はつえ
- 装丁指導：鈴木裕

### 光る君へ紀行
- 語り：片山智彦
- ピアノ：
  - 林正樹（第1回、第3回、第4回、第8回、第9回、第11回、第15回、第20回、第24回、第27回、第31回、第33回、第36回、第40回、第44回、第47回）
  - 冬野ユミ（最終回）
- ギター：閑喜弦介（第2回、第5回、第10回、第12回、第14回、第16回 - 第18回、第29回、第39回、第45回）
- アンサンブル（第6回、第7回、第13回、第19回、第21回、第26回、第35回、第41回）
  - ヴァイオリン：中西俊博
  - ギター：赤川力、藤田伸彦
- ストリングス：小森谷巧ストリングス（第22回、第23回、第25回、第28回、第30回、第32回、第34回、第37回、第42回、第43回）
- ヴィオラ：鈴木康浩（第38回、第46回）
- 御詠歌：服部麻弓（第10回）

## 放送

### 放送時間
- 本放送
  - 総合：毎週日曜 20時 - 20時45分
- 先行放送
  - BSプレミアム4K：毎週日曜 12時15分 - 13時
  - BS・BSプレミアム4K：毎週日曜 18時 - 18時45分
- 再放送
  - 総合：毎週土曜 13時5分 - 13時50分

### 放送日程
- 初回と最終回は15分拡大[143][144]。

| 放送回                                                                       | 放送日   | サブタイトル     | 和暦（西暦）                                                             | 演出         | 紀行                 | 紀行 | 地上波視聴率 |
| 放送回                                                                       | 放送日   | サブタイトル     | 和暦（西暦）                                                             | 演出         | テーマ               | 訪れたところ | 地上波視聴率 |
| ---------------------------------------------------------------------------- | -------- | ---------------- | ------------------------------------------------------------------------ | ------------ | -------------------- | --- | ------------ |
| 第01回                                                                       | 01月07日 | 約束の月         | 貞元2年（977年） 貞元3年（978年）                                        | 中島由貴     | 平安京               | 平安神宮（京都府京都市） | 12.7%        |
| 第02回                                                                       | 01月14日 | めぐりあい       | 永観2年（984年）                                                         | 中島由貴     | 天皇の住まい         | 京都御所（京都府京都市） 平安宮内裏弘徽殿（京都府京都市） 平安宮内裏内郭回廊跡（京都府京都市） 大極殿跡（京都府京都市）                             | 12.0%        |
| 第03回                                                                       | 01月21日 | 謎の男           | 永観2年（984年）                                                         | 中島由貴     | 平安貴族の生活と遊び | 風俗博物館（京都府京都市） | 12.4%        |
| 第04回                                                                       | 01月28日 | 五節の舞姫       | 永観2年（984年）                                                         | 佐々木善春   | 寝殿造               | 歴史公園えさし藤原の郷（岩手県奥州市） | 11.3%        |
| 第05回                                                                       | 02月04日 | 告白             | 永観2年（984年）                                                         | 中泉慧       | 雅楽                 | 市比賣神社（京都府京都市） | 11.7%        |
| 第06回                                                                       | 02月11日 | 二人の才女       | 永観2年（984年） 寛和元年（985年）                                       | 黛りんたろう | 清少納言             | 防府天満宮（山口県防府市） 周防国衙跡（山口県防府市）                                                                                               | 11.0%        |
| 第07回                                                                       | 02月18日 | おかしきことこそ | 寛和元年（985年）                                                        | 中島由貴     | 打毬                 | 豊烈神社（山形県山形市） 長者山新羅神社（青森県八戸市）                                                                                             | 10.9%        |
| 第08回                                                                       | 02月25日 | 招かれざる者     | 寛和元年（985年） 寛和2年（986年）                                       | 佐々木善春   | 琵琶                 | 木之本町（滋賀県長浜市） | 10.8%        |
| 第09回                                                                       | 03月03日 | 遠くの国         | 寛和2年（986年）                                                         | 中泉慧       | 散楽                 | 東大寺（奈良県奈良市） | 11.2%        |
| 第10回                                                                       | 03月10日 | 月夜の陰謀       | 寛和2年（986年）                                                         | 黛りんたろう | 花山天皇             | 平野神社（京都府京都市） 元慶寺（京都府京都市） 中山寺（兵庫県宝塚市）                                                                              | 10.3%        |
| 第11回                                                                       | 03月17日 | まどう心         | 寛和2年（986年）                                                         | 中島由貴     | 安倍晴明             | 一条戻橋（京都府京都市） 晴明神社（京都府京都市）                                                                                                   | 11.4%        |
| 第12回                                                                       | 03月24日 | 思いの果て       | 寛和2年（986年）                                                         | 佐々木善春   | 庚申の夜             | 八坂庚申堂（京都府京都市） | 10.6%        |
| 第13回                                                                       | 03月31日 | 進むべき道       | 永祚2年（990年）                                                         | 中泉慧       | 春日信仰             | 春日大社（奈良県奈良市） | 10.9%        |
| 第14回                                                                       | 04月07日 | 星落ちてなお     | 永祚2年（990年）                                                         | 黛りんたろう | 藤原兼家             | 宇治橋（京都府宇治市） | 10.8%        |
| 第15回                                                                       | 04月14日 | おごれる者たち   | 永祚2年（990年） 正暦4年（993年）                                        | 中島由貴     | 石山詣               | 石山寺（滋賀県大津市） | 10.7%        |
| 第16回                                                                       | 04月21日 | 華の影           | 正暦4年（993年） 正暦5年（994年）                                        | 原英輔       | 墨                   | 興福寺（奈良県奈良市） | 10.5%        |
| 第17回                                                                       | 04月28日 | うつろい         | 正暦5年（994年） 正暦6年（995年）                                        | 佐々木善春   | 祇園祭               | 八坂神社（京都府京都市） 神泉苑（京都府京都市） | 10.1%        |
| 第18回                                                                       | 05月05日 | 岐路             | 長徳元年（995年）                                                        | 中泉慧       | 藤原道兼             | 石清水八幡宮（京都府八幡市） 粟田口（京都府京都市）                                                                                                 | 09.4%        |
| 第19回                                                                       | 05月12日 | 放たれた矢       | 長徳元年（995年） 長徳2年（996年）                                       | 黛りんたろう | 筆                   | 安曇川町（滋賀県高島市） | 10.8%        |
| 第20回                                                                       | 05月19日 | 望みの先に       | 長徳2年（996年）                                                         | 中島由貴     | 検非違使             | 検非違使庁址（京都府京都市） 賀茂御祖神社（下鴨神社）（京都府京都市） 賀茂別雷神社（上賀茂神社）（京都府京都市）                                    | 11.2%        |
| 第21回                                                                       | 05月26日 | 旅立ち           | 長徳2年（996年）                                                         | 原英輔       | 枕草子               | 伏見稲荷大社（京都府京都市） 清水寺（京都府京都市）                                                                                                 | 10.7%        |
| 第22回                                                                       | 06月02日 | 越前の出会い     | 長徳2年（996年）                                                         | 佐々木善春   | 京から越前への旅路   | 白鬚神社（滋賀県高島市） 深坂古道（滋賀県長浜市） 氣比神宮（福井県敦賀市） 気比の松原（福井県敦賀市）                                               | 10.7%        |
| 第23回                                                                       | 06月09日 | 雪の舞うころ     | 長徳2年（996年） 長徳3年（997年）                                        | 中泉慧       | 藤原行成             | 石清水八幡宮（京都府八幡市） 旧嵯峨御所 大本山大覚寺（京都府京都市）                                                                                | 11.4%        |
| 第24回                                                                       | 06月16日 | 忘れえぬ人       | 長徳3年（997年）                                                         | 佐原裕貴     | 越前国府             | 本興寺（福井県越前市） 總社大神宮（福井県越前市） 紫式部公園（福井県越前市）                                                                        | 10.7%        |
| 第25回                                                                       | 06月23日 | 決意             | 長徳3年（997年） 長徳4年（998年）                                        | 中島由貴     | 越前和紙             | 岡太神社・大瀧神社（福井県越前市） 越前和紙の里（福井県越前市）                                                                                     | 10.1%        |
| 第26回                                                                       | 06月30日 | いけにえの姫     | 長徳4年（998年） 長保元年（999年）                                       | 黛りんたろう | 藤原宣孝             | 離宮八幡宮（京都府大山崎町） 廬山寺（京都府京都市）                                                                                                 | 10.9%        |
| 第27回                                                                       | 07月14日 | 宿縁の命         | 長保元年（999年）                                                        | 佐々木善春   | 藤原彰子             | 大原野神社（京都府京都市） 飛香舎（京都御所内）（京都府京都市）                                                                                     | 11.0%        |
| 第28回                                                                       | 07月21日 | 一帝二后         | 長保元年（999年） 長保2年（1000年）                                      | 中泉慧       | 藤原定子             | 六波羅蜜寺（京都府京都市） 鳥辺野陵（京都府京都市） 泉涌寺（京都府京都市） 今熊野観音寺（京都府京都市）                                             | 11.1%        |
| 第29回                                                                       | 07月28日 | 母として         | 長保3年（1001年）                                                        | 佐原裕貴     | 藤原詮子             | 真正極楽寺（真如堂）（京都府京都市） 元真如堂（換骨堂）（京都府京都市） 宇治陵一号墳（総拝所）（京都府宇治市）                                      | 10.0%        |
| 第30回                                                                       | 08月04日 | つながる言の葉   | 寛弘元年（1004年）                                                       | 中島由貴     | 和泉式部             | 圓教寺（兵庫県姫路市） 貴船神社（京都府京都市） | 10.3%        |
| 第31回                                                                       | 08月18日 | 月の下で         | 寛弘2年（1005年）                                                        | 中島由貴     | 源氏物語             | 源融河原院址（京都府京都市） 宇治十帖モニュメント（京都府宇治市） 宇治十帖の古蹟「総角」「早蕨」「夢浮橋」（京都府宇治市） 紫式部像（京都府宇治市） | 10.3%        |
| 第32回                                                                       | 08月25日 | 誰がために書く   | 寛弘2年（1005年）                                                        | 黛りんたろう | 赤染衛門             | 長谷寺（奈良県桜井市） | 11.2%        |
| 第33回                                                                       | 09月01日 | 式部誕生         | 寛弘2年（1005年） 寛弘3年（1006年）                                      | 佐々木善春   | 藤原定家             | 小倉百人一首の歌碑（京都府京都市） | 10.4%        |
| 第34回                                                                       | 09月08日 | 目覚め           | 寛弘3年（1006年） 寛弘4年（1007年）                                      | 松本仁志     | 曲水の宴             | 平城京左京三条二坊 宮跡庭園（奈良県奈良市） 毛越寺（岩手県平泉町）                                                                                  | 11.2%        |
| 第35回                                                                       | 09月15日 | 中宮の涙         | 寛弘4年（1007年）                                                        | 中泉慧       | 御嶽詣               | 金峯山寺（奈良県吉野町） | 10.3%        |
| 第36回                                                                       | 09月22日 | 待ち望まれた日   | 寛弘5年（1008年）                                                        | 田中陽児     | 貴族の屋敷           | 土御門第跡（京都御苑）（京都府京都市） | 10.5%        |
| 第37回                                                                       | 09月29日 | 波紋             | 寛弘5年（1008年）                                                        | 中島由貴     | 紫                   | 万葉の森船岡山（滋賀県東近江市） | 10.7%        |
| 第38回                                                                       | 10月06日 | まぶしき闇       | 寛弘6年（1009年）                                                        | 黛りんたろう | 呪詛                 | 京都市考古資料館（京都府京都市） 須磨の関跡碑（現光寺）（兵庫県神戸市） 関守稲荷神社（兵庫県神戸市）                                                | 11.2%        |
| 第39回                                                                       | 10月13日 | とだえぬ絆       | 寛弘6年（1009年） 寛弘7年（1010年）                                      | 佐々木善春   | 藤原惟規             | 居多神社（新潟県上越市） 大学寮址（京都府京都市） 賀茂斎院跡（櫟谷七野神社）（京都府京都市） 逢坂山関跡碑（滋賀県大津市）                           | 10.2%        |
| 第40回                                                                       | 10月20日 | 君を置きて       | 寛弘7年（1010年） 寛弘8年（1011年）                                      | 松本仁志     | 一条天皇             | 松尾大社（京都府京都市） 龍安寺（京都府京都市） 一條天皇 圓融寺北陵（京都府京都市）                                                                 | 09.8%        |
| 第41回                                                                       | 10月27日 | 揺らぎ           | 寛弘8年（1011年）                                                        | 田中陽児     | 藤原公任             | 大堰川（京都府京都市） 朗詠谷の碑（京都府京都市）                                                                                                   | 09.5%        |
| 第42回                                                                       | 11月03日 | 川辺の誓い       | 長和元年（1012年）                                                       | 中島由貴     | 宇治十帖             | 平等院（京都府宇治市） | 09.1%        |
| 第43回                                                                       | 11月10日 | 輝きののちに     | 長和3年（1014年）                                                        | 渡邉昭寛     | 三条天皇             | 延暦寺（滋賀県大津市） | 10.3%        |
| 第44回                                                                       | 11月17日 | 望月の夜         | 長和4年（1015年） 長和5年（1016年） 寛仁元年（1017年） 寛仁2年（1018年） | 黛りんたろう | 藤原実資             | 元興寺（奈良県奈良市） 大安寺（奈良県奈良市） | 10.2%        |
| 第45回                                                                       | 11月24日 | はばたき         | 寛仁2年（1018年） 寛仁3年（1019年）                                      | 佐々木善春   | 藤原為時             | 園城寺（三井寺）（滋賀県大津市） | 10.1%        |
| 第46回                                                                       | 12月01日 | 刀伊の入寇       | 寛仁3年（1019年）                                                        | 中島由貴     | 刀伊の入寇           | 大宰府政庁跡（福岡県太宰府市） 鴻臚館跡（福岡県福岡市）                                                                                             | 09.7%        |
| 第47回                                                                       | 12月08日 | 哀しくとも       | 寛仁3年（1019年） 寛仁4年（1020年）                                      | 田中陽児     | 藤原道長             | 法成寺址（京都府京都市） 五大堂 同聚院（京都府京都市）                                                                                              | 10.0%        |
| 最終回                                                                       | 12月15日 | 物語の先に       | 寛仁4年（1020年） 万寿2年（1025年） 万寿4年（1027年）                    | 中島由貴     | 紫式部               | 紫式部墓所（京都府京都市） | 11.0%        |
| 平均視聴率 10.7%（視聴率はビデオリサーチ調べ、関東地区・世帯・リアルタイム） |          |                  |                                                                          |              |                      | |              |

### 放送時間変更・休止
- 第17回は放送当日（4月28日）に執行された衆議院議員補欠選挙の開票速報特別番組放送に伴い、総合のみ放送時間を10分繰り下げ、20時10分から開始した[147]。
- 第21回は放送当日（5月26日）に執行された静岡県知事選挙の開票速報特別番組放送に伴い、総合（静岡県域）のみ放送時間を10分繰り下げ、20時10分から開始した[148]。
- 7月7日は東京都知事選挙の開票速報特別番組[注釈 47]が行われたため、全てのチャンネルで放送休止となった。7月13日の再放送は、7月6日と同じ内容（第26回）であった[149][150]。
- 8月11日はパリオリンピック競技実況[注釈 48]が行われたため、全てのチャンネルで放送休止となった。8月17日の再放送は、8月10日と同じ内容（第30回）であった[149][150]。
- 第41回は放送当日（10月27日）に執行された第50回衆議院議員総選挙の開票速報特別番組放送に伴い、総合のみ放送時間を50分繰り上げ、19時10分から開始した[151]。
- 第45回は放送当日（11月24日）に執行された名古屋市長選挙の開票速報特別番組放送に伴い、総合（愛知県域）のみ放送時間を10分繰り下げ、20時10分から開始した[152]。

### 総集編
2024年12月29日に総合、BSプレミアム4Kで5部構成で放送。まひろが自らの半生を振り返る形式から始まっており、語りも吉高由里子が務めている。構成も大幅に異なっており、主要人物の一人であった周明の出演シーンはなくなっている。最終シーンでは道長の「この世をば」の歌を受けてまひろが「めぐりあひて　見しやそれとも　わかぬまに　雲がくれにし　夜半の月かな」の歌を詠む形で締めくくられた。
| 放送回 | 放送時間（総合）    | 放送時間（BSプレミアム4K） |
| ------ | ------------------- | -------------------------- |
| 一の巻 | 12時15分 - 13時00分 | 12時15分 - 12時58分        |
| 二の巻 | 13時05分 - 13時48分 | 13時05分 - 13時48分        |
| 三の巻 | 13時48分 - 14時31分 | 13時48分 - 14時31分        |
| 四の巻 | 14時31分 - 15時15分 | 14時31分 - 15時14分        |
| 終の巻 | 15時20分 - 16時03分 | 15時20分 - 16時03分        |

### 関連放送・配信・コラボレーション企画
コラボレーション企画をはじめ、本作に合わせて2023年末から2024年にかけて放送、および配信された企画である。2023年以前の放送分が期間内に再放送される場合もある。

#### NHKテレビ
- 歴史探偵 「光る君へコラボスペシャル」ほか（NHK総合、2024年1月2日[155][156]・1月31日[157][158]・5月8日[159][160]・5月15日[161][162]・6月5日[注釈 49][164]・7月17日[165][166]・8月28日[167][168]）
- 今年の大河は平安の華！「光る君へ」放送直前SP（NHK総合、2024年1月3日）[169]
- 50ボイス 大河ドラマ「光る君へ」（NHK総合、2024年1月3日）[170][171]
- 歴史サミット 平安時代サミット2024 本当に『平安』だったのか（NHK BS・NHK BSプレミアム4K、2024年1月3日）[172]
- おじゃる丸（NHK Eテレ）
  - 番組スポット宣伝（2023年12月26日初回放送）[注釈 50]
  - おじゃる源氏シリーズ[174]（2024年1月4日[175]・1月8日[176]・1月9日[177]・1月10日[178]・1月11日[179]） - 2023年放送分の再放送[180][181]。
  - 平安ツアーでおじゃる（2024年3月19日・3月20日・3月22日・3月26日）[182][183]
  - おじゃる丸×光る君へ コラボスペシャル 「ヘイアンチョウまったりホリデイ」（2024年10月19日）[注釈 51][185]
- ザ・プロファイラー 〜夢と野望の人生〜 書き尽くせぬ思い「源氏物語」作者 紫式部（2024年1月4日 NHK BS・NHK BSプレミアム4K[186]、10月4日 NHK総合[187]）
- 漫画家イエナガの複雑社会を超定義 大河ドラマSPコラボ！ 短歌の魅力を語るドン！（NHK総合、2024年1月5日）[188][189]
- 土スタ（NHK総合）
  - 『光る君へ』特集（2024年1月6日[190][191]・2月10日[192][193]・4月20日[194][195]・6月22日[196][197]・7月20日[198][199]・8月24日[200][201]・12月7日[202][203]）
  - 『NHK短歌』×『光る君へ』特集（2024年12月14日[204][205]）
- 英雄たちの選択（NHK BS・NHK BSプレミアム4K）
  - 源氏物語 紫式部の切なくて雅な選択（2024年1月6日）[206]
  - 陰陽師・安倍晴明〜平安京のヒーローはこうして誕生した〜（2024年1月31日）[注釈 52][208]
- 歴史デリバリー〜素朴な疑問?歴史資料で解決!〜「源氏物語はなぜ1000年も読み継がれたのか？」（NHK Eテレ、2024年1月8日）[209]
- 先人たちの底力 知恵泉（NHK Eテレ、2024年1月8日[210]・6月16日[注釈 53][212]・10月1日[213]・10月8日[214]）
- 趣味どきっ! 源氏物語の女君たち（NHK Eテレ、2024年2月7日[215]・2月14日[216]・2月21日[217]・2月28日[218]・3月6日[219]・3月13日[220]・3月20日[221]・3月27日[222]）
- まだ間に合う！ 光る君へ（NHK総合、2024年2月12日）[223][224]
- イモヅル式に学ぼう!NHKラーニング（NHK Eテレ）
  - 学ぶ君へ NHKラーニング×平安プレイリスト（2024年2月25日[225][226]・4月21日[227][228]・5月12日[229][230]・6月16日[231]・7月7日[232][233]・7月21日[234]・10月6日[235]・10月20日[236][237]・12月8日[238]）
- 4Kプレミアムカフェ よみがえる源氏物語絵巻（NHK BSプレミアム4K、2024年3月6日[239]・3月7日[240]・3月8日[241]） - 2004年・2005年放送分の再放送。
- 趣味の園芸 （NHK Eテレ）
  - 源氏物語の花（2024年3月25日[242]・3月26日[242]・3月30日・7月15日[242]・7月22日・7月27日・10月19日・10月29日）[243]
  - 「源氏物語の花」を歩く 〜植物探偵・紫式部〜（2024年10月6日）[244][245]
- 生中継 古都の春「光る君へ千年の桜」 極上の夜桜と平安文化を堪能する2時間（NHK BS・NHK BSプレミアム4K、2024年3月30日）[246][247]
- 芸能きわみ堂（NHK Eテレ）
  - 大河ドラマ「光る君へ」連動企画！ 愛と嫉妬の能「葵上」（2024年4月5日[248]・4月12日[249]）
  - 京都にいきづく源氏物語の世界（2024年10月25日[250]・11月1日[251]）
- 公開トークショー
  - 大河ドラマ「光る君へ」ファンミーティング（NHK総合、2024年4月7日） - 2024年3月18日、NHKホールで開催[252][253]。
  - 大河ドラマ「光る君へ」越前スペシャル・トークショー（NHK総合、2024年6月21日〈北陸3県〉[注釈 54]・6月30日〈全国〉） - 2024年6月16日、福井県越前市で開催[254][255]。
  - まひろと彰子 物語が生まれる地へ 〜「光る君へ」トークショー in 大津〜（NHK総合、2024年9月23日） - 2024年9月8日、滋賀県大津市で開催[256][257]。
  - 光る君へ グランドフィナーレ 〜まひろと道長からありがとう〜（NHK総合、2024年12月29日） - 2024年12月15日、京都市の国立京都国際会館で開催。最終回のパブリックビューイングイベント後にトークショーが行われた[258][259]。
- NHK短歌 スペシャルコラボ 俵万智×光る君へ（NHK Eテレ）
  - 光る愛の歌（2024年4月14日[260]・5月12日[261]・6月9日[262]・7月14日[263]・8月11日[264]・9月8日[265]・10月13日[266]・11月10日[267]・12月8日[268]）
  - スペシャル 短歌で「光る君へ」を10倍楽しもう！（2024年6月30日[269]・9月29日[270]）
  - 拡大版スペシャル 『光る君へ』総集編も短歌で10倍楽しもう!（2024年12月28日[271]）
- 木村多江の、いまさらですが… 源氏物語〜紫式部と摂関政治〜（NHK Eテレ、2024年4月29日）[272]
- 紀行特別番組
  - 吉高由里子 石山寺の旅（NHK総合、2024年5月3日）[273][274]
  - 北陸スペシャル 光る君へ 越前紀行（NHK総合、2024年5月31日〈北陸3県〉[注釈 54]・6月9日〈全国〉[注釈 55]）[275][276]
  - 見上愛 比叡山に登る 〜彰子の宝物と出会う旅〜（NHK総合、2024年10月4日）[277][278]
  - 道長さんぽ（NHK総合、2024年12月29日）[279][280]
- えぇトコ（NHK大阪放送局）[注釈 56]
  - 光る君へSP その壱「四納言 越前への旅をたどる〜滋賀 湖西〜」（2024年6月6日〈関西〉・6月15日〈全国〉）[282][283]
  - 光る君へSP その弐「娘と父 越前をゆく〜福井 越前市〜」（2024年6月13日）[284][注釈 57]
  - 光る君へSP その参「道長も訪ねた祈りと癒しの地 〜奈良県吉野町〜」（2024年12月5日）[285]
  - 光る君へSP その四「道長・頼通も愛した地〜京都 宇治市〜」（2024年12月15日）[286]
- Core Kyoto 源氏物語と京都〜時代をこえる 雅な美（NHK BS、2024年6月13日）[287]
  - The Tale of Genji: Elegance That Transcends the Ages（NHKワールド JAPAN、2024年5月9日 - 2027年5月31日配信）[288]
- 沼にハマってきいてみた 源氏物語沼（NHK Eテレ、2024年6月29日）[289]
- 京いちにち もっと知りたい光る君へ（NHK京都放送局、2024年7月9日）[注釈 58][291]
- すてきにハンドメイド 日本の伝統手芸 和とじ本（NHK Eテレ、2024年8月22日）[注釈 59][292]
- 100分de名著（NHK Eテレ）
  - 選 源氏物語（2024年4月7日[293][294][295][296]） - 2012年放送分の再放送[297]。
  - ウェイリー版「源氏物語」（2024年9月2日[298]・9月9日[299]・9月16日[300]・9月23日[301]）
- 100カメ 大河ドラマ「光る君へ」 平安の雅を生み出す舞台裏（NHK総合、2024年9月12日）[302][303]
- あさイチ 「光る君へ」に惹かれるワケ 大河ドラマSP（NHK総合、2024年9月30日）[304][305]
- あの日 あのとき あの番組 よみがえる源氏物語絵巻（NHK総合、2024年10月20日）[306][307]

#### NHKラジオ
- ラジオ深夜便 もっと、光る君へ（NHKラジオ第1・NHK-FM、2023年12月30日・2024年1月6日 - 3月31日〈隔週〉・4月7日 - 6月30日〈隔週〉・7月7日 - 8月18日〈隔週〉・9月8日・10月6日 - 12月1日〈隔週〉・12月8日・12月15日）[308][リンク切れ][309]
- DJ日本史（NHKラジオ第1）
  - 紫式部・藤原道長 特集（2024年1月7日）[310][311][312]
  - 平安貴族の人事異動（2024年4月14日[313][314][315][316]、8月25日 NHK Eテレ[注釈 60][318]）
- カルチャーラジオ 日曜カルチャー（NHKラジオ第2）
  - 平安時代の和歌（2024年4月7日[319]・4月14日[320]・4月21日[321]・4月28日[322]）
  - 「源氏物語」英訳本を再和訳してわかったこと（2024年5月5日[323]・5月12日[324]・5月19日[325]・5月26日[326]）
  - 日本の貴族とは、何か（2024年11月3日）[327]

#### WEBサービス
NHKアーカイブス内の「NHKクリエイティブライブラリー」で、本作にも登場した平安時代の仮名文字を使い、文をつくる体験ができるWEBサービス「かなふみ」が公開され、2025年3月31日まで公開される。仮名文字は全て題字担当・根本知が清書したものであり、平仮名48文字と変体仮名74文字が使用可能となっている。
NHK for Schoolでは、平安時代に関する過去の番組が「平安時代まるわかりプレイリスト」として動画配信されている。

## 視聴率と評価
世帯平均視聴率は関東地方で12.7％となり、大河ドラマ初回放送の歴代最低記録となった。一方で、配信サービス「NHKプラス」で放送後1週間の視聴数は49万8000UB（ユニークブラウザ）に達した。これは、過去に同サービスが配信した全ドラマの中で最多視聴数である。
全話の期間平均視聴率は10・7％で、前作「どうする家康」の11・2％を0・5ポイント下回り、大河歴代ワースト2位となった。一方で配信は好調であり、NHKプラスでは大河歴代最高視聴数を記録した。スポーツニッポンは本作の最終回放送後、「『合戦シーンがない』など、当初あった初の『平安貴族大河』への不安視の声を覆し、視聴者を魅了。好評を博し、大河ドラマの新たな可能性を開拓した。」と評価した。また、ギャラクシー賞月間賞では受賞理由として「色鮮やかな平安絵巻のなかで、紫式部と藤原道長の複雑な心模様を堪能できた1年だった。合戦シーンがほとんどなく物語の筋立てが難しいとも言われていたが、大石静の描く人間模様は見事。教科書の中でしか知らなかった物語の作者たちが登場し、絶妙なキャスティングで時代背景とともに強烈な印象を残した。特筆すべき大河ドラマだった」という選評が挙げられた。

## 受賞・反響

### 受賞
- イー・ガーディアンSNS流行語大賞2024
  - 映画・ドラマ部門2位 - 『光る君へ』[335]
- 第七十ニ回菊池寛賞
  - 大石静[336]
- ギャラクシー賞月間賞（2024年12月度）
  - 『光る君へ』[337]
- 第122回 ザテレビジョンドラマアカデミー賞
  - 主演女優賞 - 吉高由里子[338]
- 第15回ロケーションジャパン大賞
  - 部門賞支持率部門 - 『光る君へ』と滋賀県大津市・京都府宇治市・福井県越前市[339]
- 第24回放送人グランプリ
  - グランプリ 大賞 - 『光る君へ』[340]

### 反響
道長・公任・斉信・行成は行動をともにすることが多く、出演者の間では「藤原氏の4人」ということで漫画『花より男子』の登場人物とかけた「F4」と呼ばれていた。
乙丸と百舌彦の従者コンビも視聴者の人気を博した。この二人は視聴者から名前と従者（お供）であることをかけた「オトモズ」の愛称で呼ばれた。

## ドラマ舞台地の誘致運動・反応
2024年1月7日、初回放送当日に「パブリックビューイング＆トークショー in 京都」が行われ、吉高由里子と柄本佑が参加した。同様に、越前市、大津市、宇治市でもパブリックビューイングや出演俳優のトークショーが行われた。さらに、2024年12月15日の最終回放送当日に「光る君へ グランドフィナーレ〜まひろと道長からありがとう〜」が京都市にて行われ、吉高由里子、柄本佑、大石静が参加した。
大津市、越前市、宇治市で大河ドラマ館／大河ドラマ展が開催された。
- 大津市「びわ湖大津 大河ドラマ館」2024年1月29日から2025年1月31日まで石山寺境内明王院に開設[347]。
- 越前市「越前 大河ドラマ館」2024年2月23日から12月30日まで武生中央公園屋内催事場「しきぶきぶんミュージアム」に開設[348]。
- 宇治市「宇治 大河ドラマ展」2024年3月11日から2025年1月13日まで交流館「茶づな」に開設[349]。

2023年10月30日、越前市の總社大神宮では紫式部切り絵御朱印の頒布を発表した。また、ドラマ放送を記念して、2024年1月1日から宇治市の三室戸寺では光源氏・薫大将・浮舟・紫式部の御朱印、京都市の梨木神社では源氏物語の特別御朱印、1月15日から紫式部の氏神とされる京都市の大原野神社では特製の紫式部御朱印が配布された。
2024年1月6日から3月18日まで、京都市観光協会の第58回「京の冬の旅」では「紫式部と源氏物語」をテーマの一つとして、普段は見学できない文化財が特別公開された。
3月18日、石山寺ではドラマの放送に合わせて修復中だった紫式部人形が披露された。
5月23日、滋賀県内の郵便局では源氏物語の世界が描かれた切手の販売が始まり、石山寺で贈呈式が行われた。
以下の路線でラッピング電車が運行された。
- 2024年1月23日から3年間、JR西日本が東海道本線・山陽本線の米原駅 - 上郡駅間にて、225系6両編成のラッピング列車「びわこおおつ 紫式部とれいん」を運行[357][358]。
- 2月10日から12月末まで、福井鉄道が福武線（たけふ新駅 - 福井駅・田原町駅）を中心に、F1004号車3両編成の「光る君へ」ラッピング列車を運行[359]。
- 2月16日から2025年1月末まで、京阪電車が大津線（石山坂本線）にて、600形車両1編成の「光る君へ」ラッピング列車を運行[360]。
- 9月21日から2025年1月中旬まで、京福電鉄が嵐電（嵐山本線・北野線）にて、1両編成のラッピング電車を運行[361]。

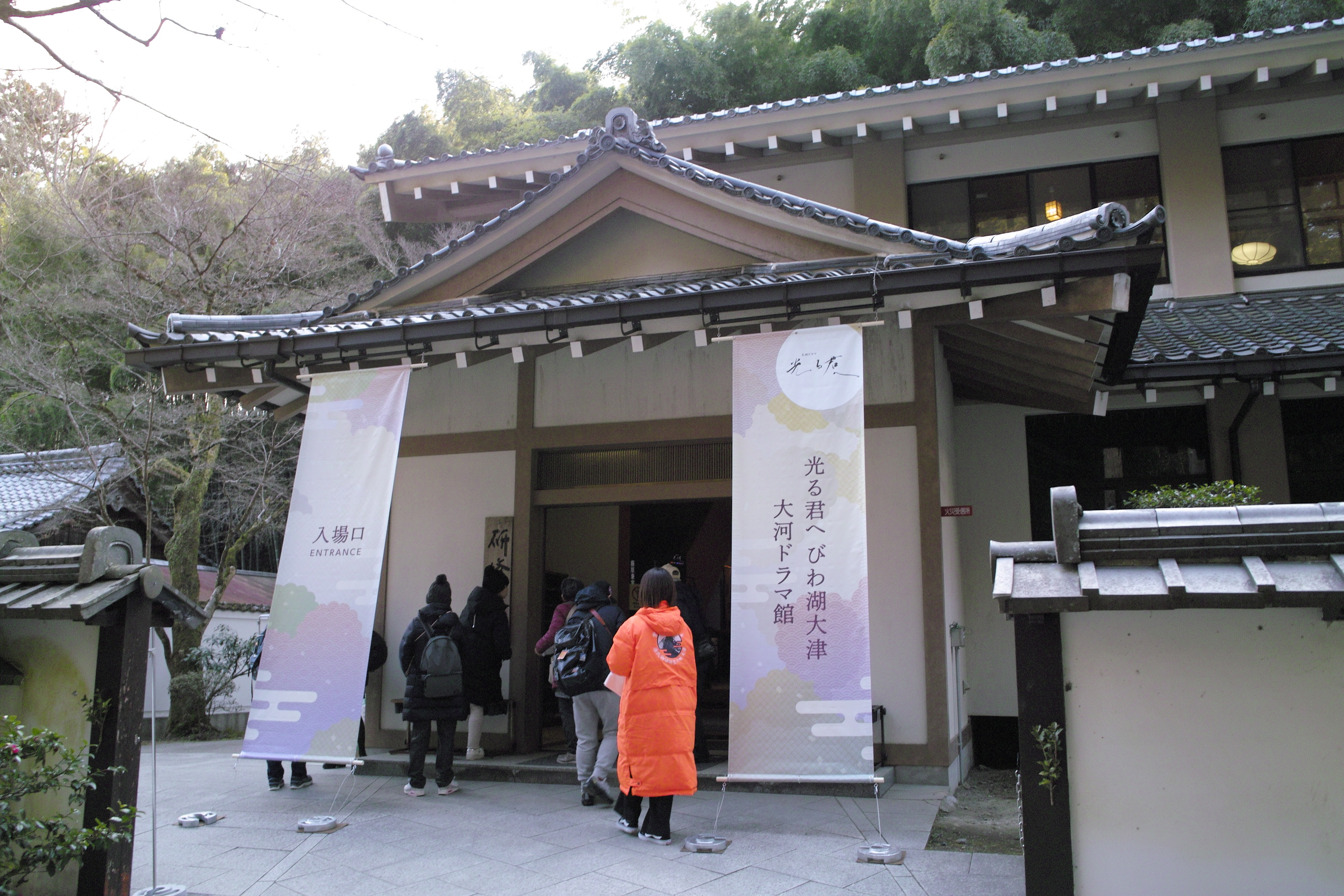
びわ湖大津 大河ドラマ館（滋賀県大津市）
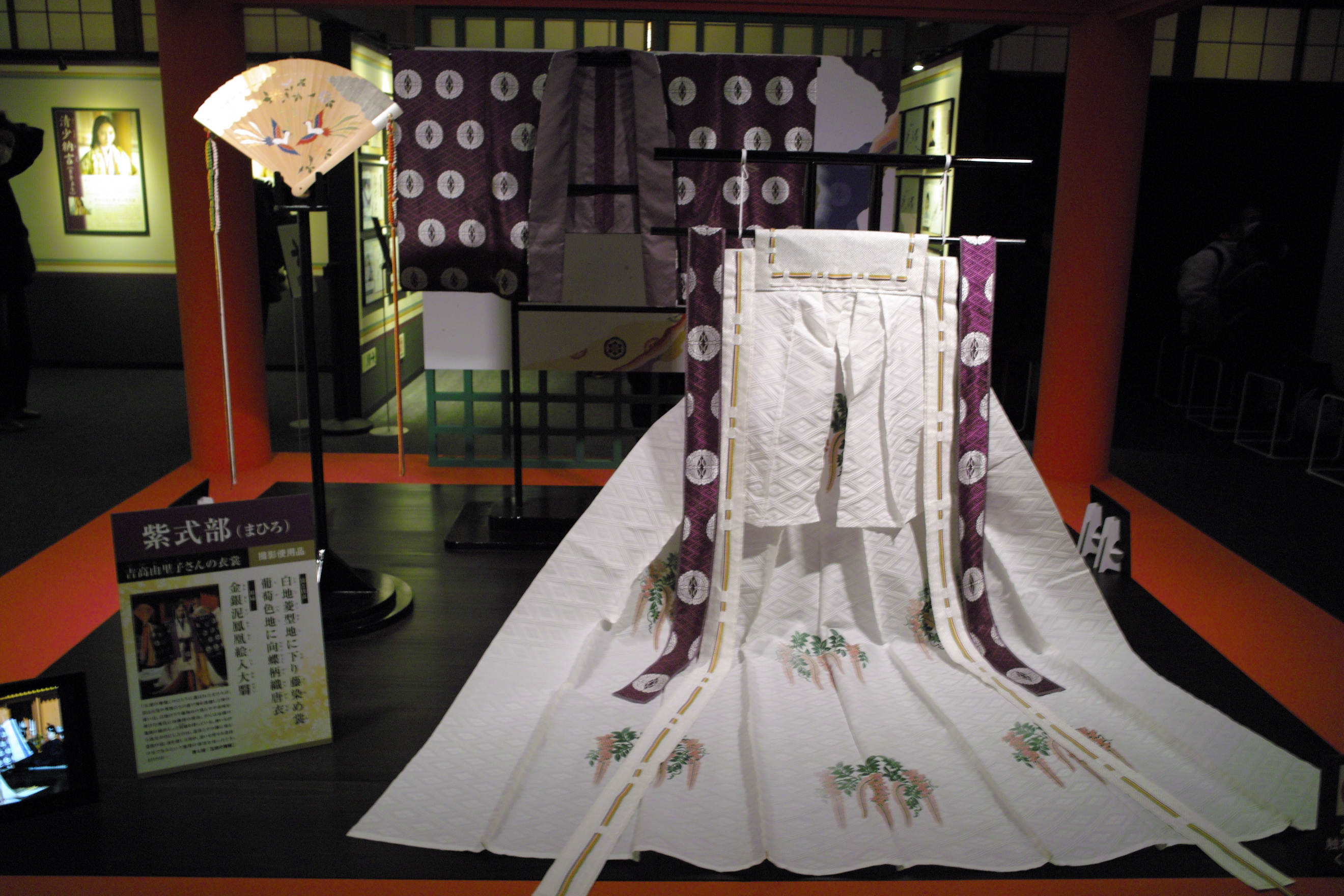
びわ湖大津 大河ドラマ館（滋賀県大津市）
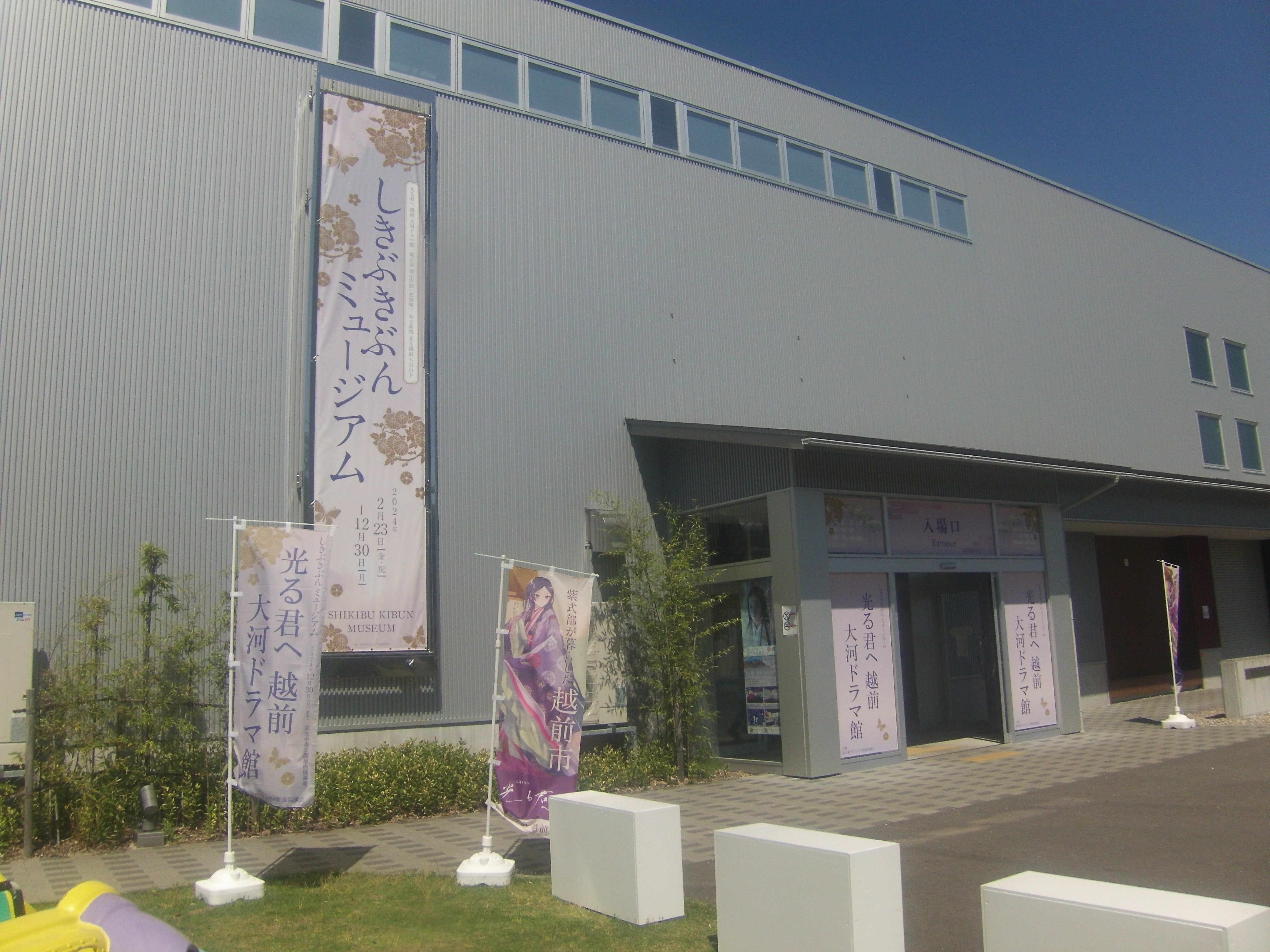
越前 大河ドラマ館（福井県越前市）
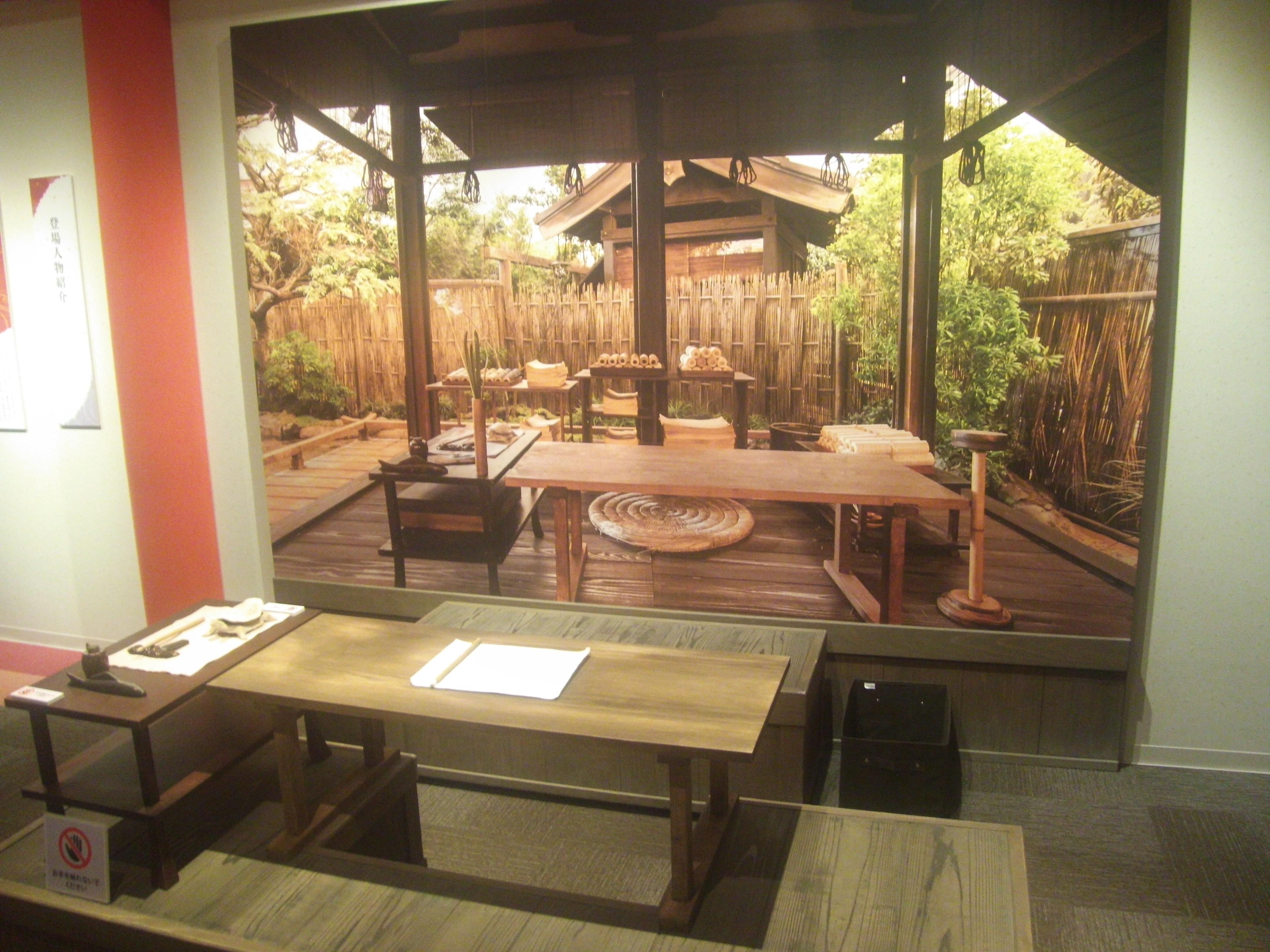
越前 大河ドラマ館（福井県越前市）
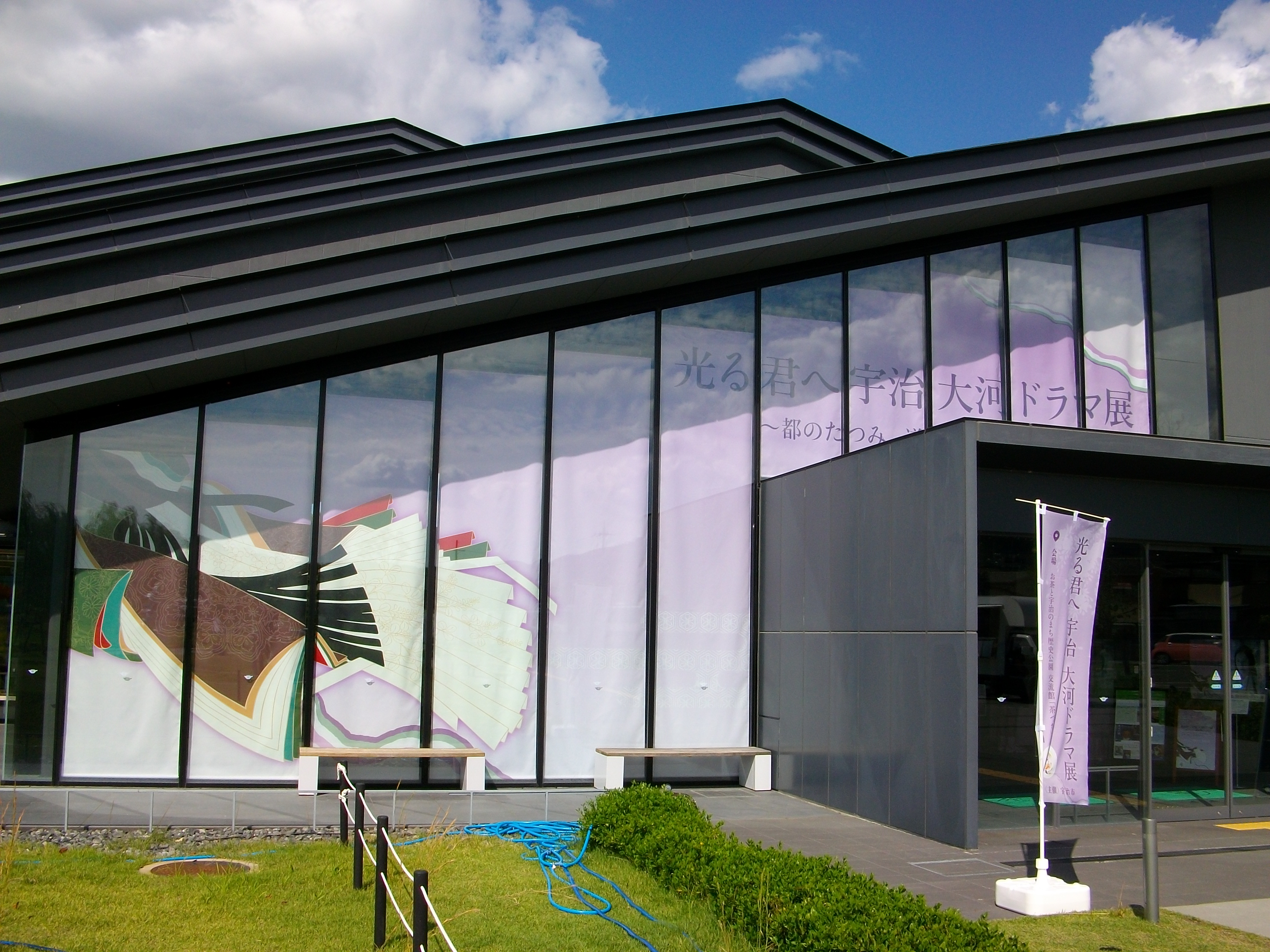
宇治 大河ドラマ館（京都府宇治市）
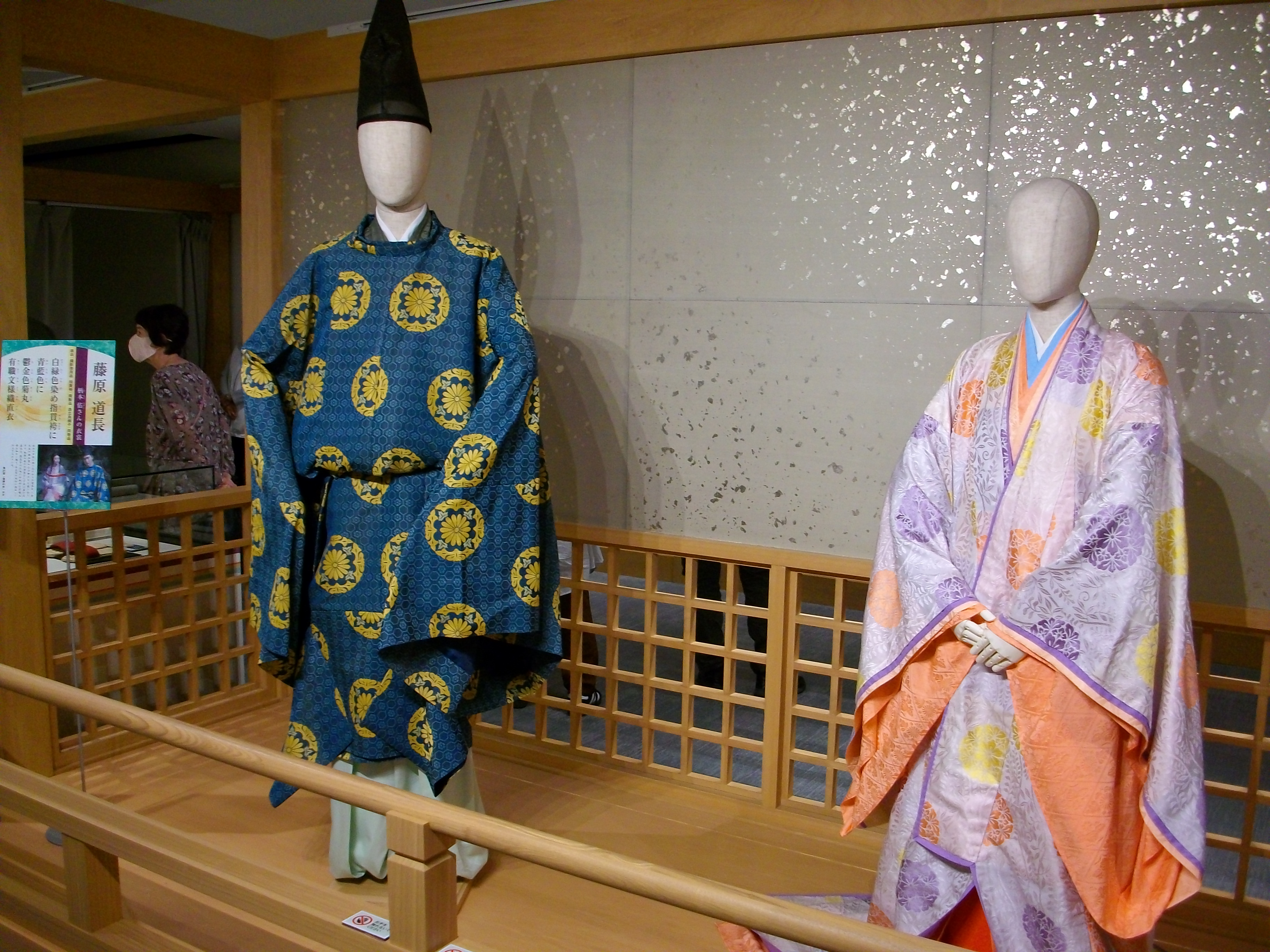
宇治 大河ドラマ館（京都府宇治市）
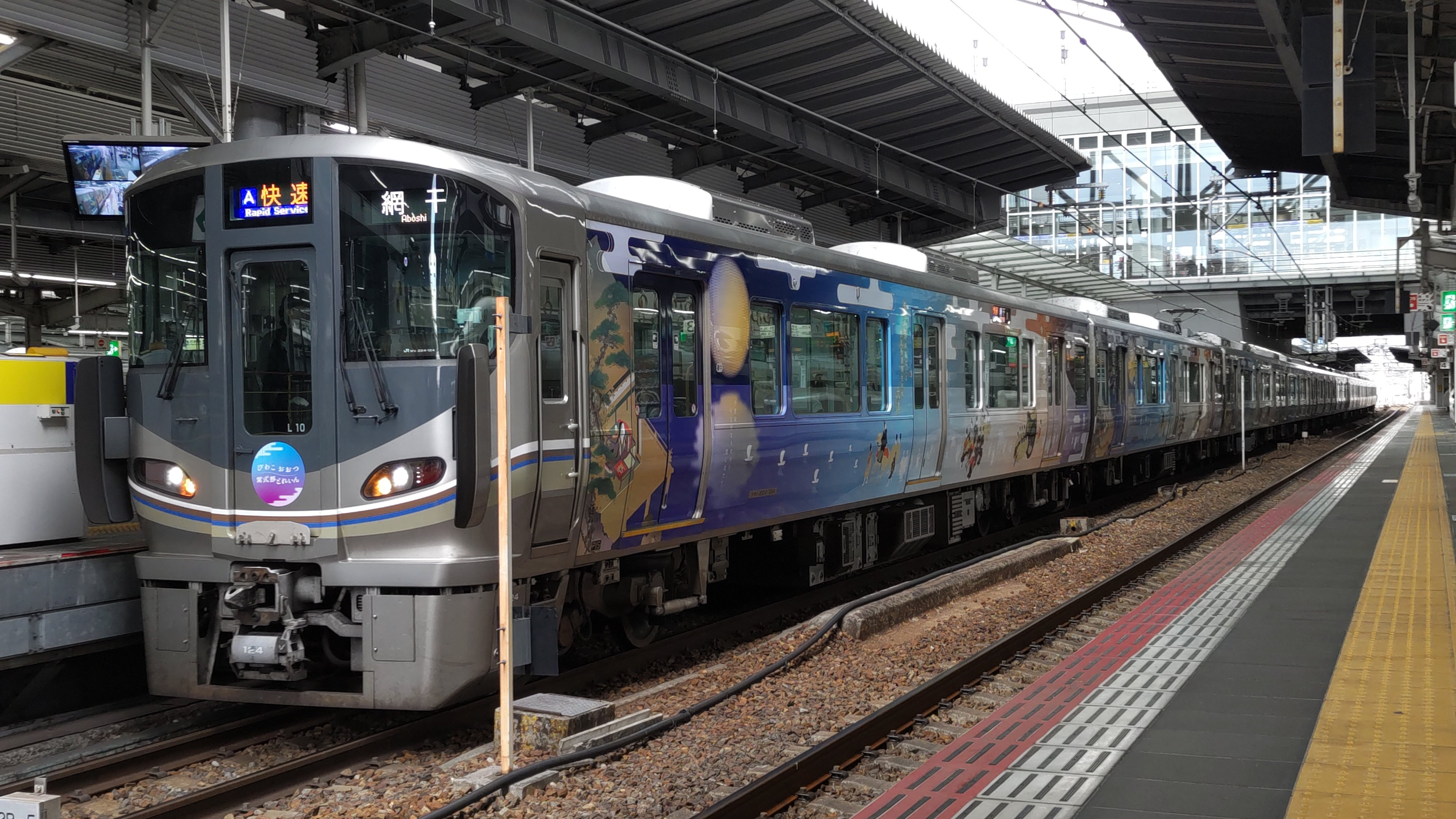
びわこおおつ 紫式部とれいん（大阪駅）
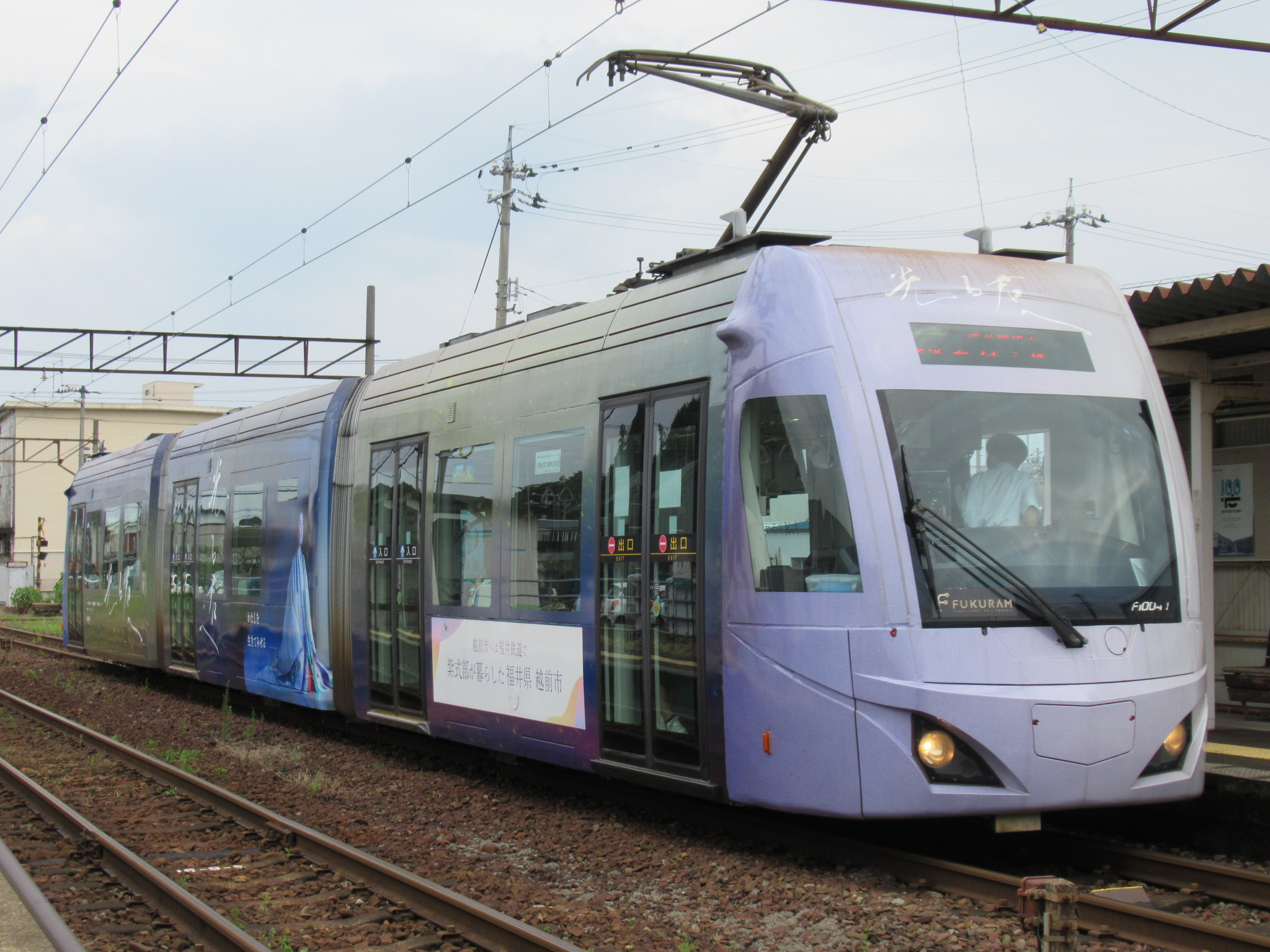
福井鉄道F1004「光る君へ」ラッピング車両（花堂駅）

## 関連商品

### CD
- 大河ドラマ「光る君へ」オリジナル・サウンドトラック（ソニーミュージック）
  - Vol.1（2024年1月31日発売、SICX-30194、JAN:4547366658149）
  - Vol.2（2024年6月26日発売、SICX-30200、JAN:4547366683004）
  - Vol.3（2024年9月25日発売、SICX-30209、JAN:4547366698312）
  - The Best（2024年12月18日発売、SICX-10024、JAN:4547366710953）
  - 完全版（2024年12月25日発売、SICX-30219～25、JAN:4547366710960）

### 書籍
公式ガイドブック
- NHK大河ドラマ・ガイド 光る君へ（NHK出版）
  - 前編（2023年12月25日発売、ISBN 978-4149233956）
  - 後編（2023年5月28日発売、ISBN 978-4149233963）
  - 完結編（2023年10月4日発売、ISBN 978-4149233970）

- NHK大河ドラマ歴史ハンドブック 光る君へ（NHK出版）
  - 紫式部とその時代（2023年11月30日発売、ISBN 978-4149110820）
  - もっと知りたい平安時代 宮廷女性・貴族政治・陰陽道（2024年7月29日発売、ISBN 978-4149112046）

楽譜
- NHK出版オリジナル楽譜シリーズ『NHK大河ドラマ「光る君へ」ピアノ・ソロアレンジ集』（2024年2月29日発売、NHK出版、ISBN 978-4140554395）

ガイドブック
- 大河ドラマ 光る君へ 紫式部とその時代（TJMOOK）（宝島社、2023年12月25日、ISBN 978-4299044372）
- NHK2024年大河ドラマ 光る君へ（TVガイドMOOK）（東京ニュース通信社）
  - THE BOOK（2023年12月25日、ISBN 978-4867017340）
  - THE BOOK (2)（2024年5月28日、ISBN 978-4867018392）
  - ART BOOK（2024年11月29日、ISBN 978-4867019344）
  - メモリアルブック（2024年12月9日、ISBN 978-4867019351）

- 矢部太郎の「光る君絵」（東京ニュース通信社、2024年12月23日発売、ISBN 978-4065386415）

### DVD / BD
- 大河ドラマ 光る君へ 完全版 ブルーレイ BOX / DVD-BOX
  - 第壱集（第1回 - 第11回、2024年7月26日発売）
  - 第弐集（第12回 - 第23回、2024年11月22日発売）
  - 第参集（第24回 - 第35回、2025年1月24日発売）
  - 第四集（第36回 - 第48回、2025年3月21日発売）
- 大河ドラマ 光る君へ 総集編 ブルーレイ（2025年5月23日発売）